# Первісне мистецтво
Пе́рвісне мисте́цтво — це мистецтво, створене в дописьменних, доісторичних культурах, починаючи з дуже пізньої геологічній історії, і загалом до того моменту, коли ці культури або розвивали писемність чи інші методи ведення записів, або вступали у значний контакт з іншими культурами, які мали і робили певні записи про основні історичні події. З цього моменту починається античне мистецтво для більш пізніх письменних культур. Таким чином, кінцева дата періоду, який підпадає під дію цього терміна, значно відрізняється в різних частинах світу.
Період, коли люди почали виготовляти найдавніші артефакти з художньою метою, є предметом дебатів. Зрозуміло, що таке мистецтво існувало 40 тисяч років тому в епоху пізнього палеоліту, хоча цілком можливо, що воно почалася раніше. У вересні 2018 року вчені повідомили про відкриття найдавнішого відомого малюнка Homo sapiens, вік якого оцінюється в 73 000 років, набагато раніше, ніж артефакти віком 43 000 років, які вважалися найдавнішими відомими малюнками сучасної людини, знайденими раніше.
Було знайдено вигравійовані раковини, створені Homo erectus, які датуються 500 000 років тому, хоча експерти не погоджуються щодо того, чи можна належним чином класифікувати ці гравюри як «мистецтво». Починаючи від верхнього палеоліту до мезоліту переважали наскельні малюнки і пересувні предмети мистецтва, такі як статуетки і намистинки, предмети ужиткового призначення також інколи мали декоративне оздоблення. У неоліті з'явилися докази виготовлення ранньої кераміки, скульптури та будівництва мегалітів. У цей період також вперше з'явилося раннє наскельне мистецтво. Поява металообробки в бронзову добу принесла додаткові засоби, доступні для використання в мистецтві, збільшення стилістичного розмаїття та створення об'єктів, які не мали жодної очевидної функції, крім мистецтва. У деяких сферах також розвинулися ремісники, клас людей, що спеціалізуються на виробництві мистецтва, а також ранні системи письма. До початку залізної доби цивілізації з писемністю виникли від стародавнього Єгипту до стародавнього Китаю.
Багато корінних народів з усього світу продовжували створювати художні твори, характерні для їхнього географічного регіону та культури, доки дослідження та торгівля не принесли їм методи ведення записів. Деякі культури, зокрема цивілізація Мая, незалежно розвинули писемність під час свого розквіту, яка потім була втрачена. Ці культури можна класифікувати як доісторичні, особливо якщо їхні системи писемності не були розшифровані.
В Україні первісне мистецтво представлене визначними пам'ятками різних етапів його розвитку: пізній палеоліт — знахідками з Мізинської стоянки; неоліт та енеоліт розписами з Кам'яної могили, мистецтво землеробсько-скотарських племен 3-2 тис. р. до н. е. — розписною керамікою та дрібною пластикою трипільської культури, мистецтво доби міді та бронзи — пам'ятками з Усатівських поселень та курганів.

## Епоха палеоліту

### Нижній і середній палеоліт

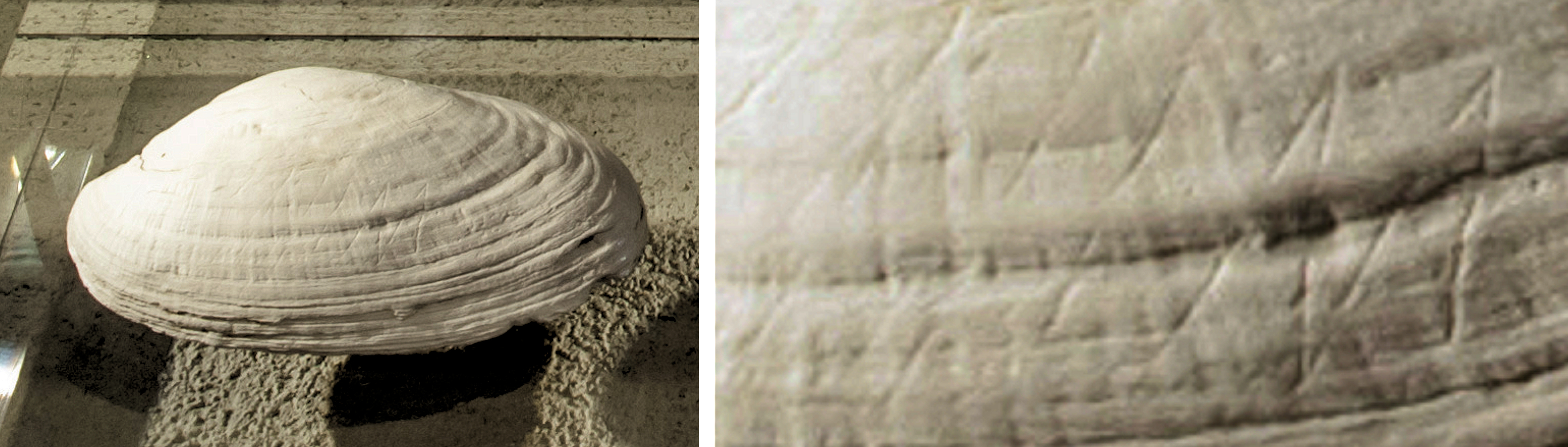
Раковина псевдодона DUB1006-fL з найдавнішими відомими геометричними гравюрами, імовірно, зробленими Homo erectus; прибл. 500 000 років тому; Трініль (Ява); Центр біорізноманіття «Натураліс» (Нідерланди).

Найдавніші витвори мистецтва, які не викликають сумнівів, походять з археологічної культури Homo sapiens Оріньяк у верхньому палеоліті. Однак є деякі докази того, що перевага естетиці з'явилася в середньому палеоліті, від 100 000 до 50 000 років тому. Деякі археологи інтерпретували певні артефакти середнього палеоліту як ранні зразки художнього вираження.
Симетрія артефактів, свідчення уваги до деталей форми знарядь, спонукала деяких дослідників до думки, що ручні сокири Ашельської культури та особливо наконечники трикутної форми були виготовлені з певним ступенем художньої виразності.
Подібним чином зигзагоподібне гравіювання, імовірно зроблене зубом акули на раковині прісноводного псевдодона DUB1006-fL близько 500 000 років тому (тобто далеко від початку нижнього палеоліту), і яке пов'язують з Homo erectus, могло бути найдавнішим свідченням художньої діяльності, але справжнє призначення цього геометричного орнаменту невідоме.

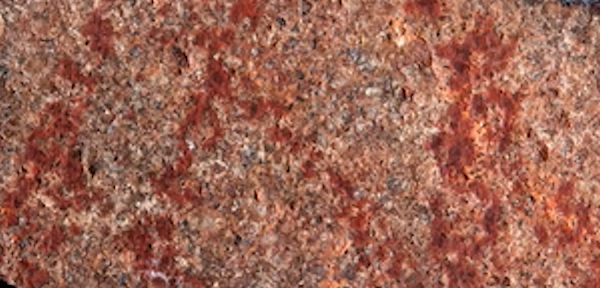
Вважається «найстарішим відомим малюнком, виконаним руками людини», знайдений в печері Бломбос в Південно-Африканській республіці. Вік оцінюється в 73 000 років.

Існують інші твердження про скульптуру середнього палеоліту, яка отримала назву «Венера з Тан-Тана» (близько 300 тисяч років тому) і «Венера з Берехат-Рама» (близько 250 тисяч років тому). У 2002 році в печері Бломбос, розташованій у Південній Африці, були виявлені камені, вигравіювані штрихованими візерунками або візерунками у формі сітки, датовані приблизно 70 000 років тому. Це навело на думку деяких дослідників, що ранні Homo sapiens були здатні до абстракції та створення абстрактного або символічного мистецтва. Кілька археологів, включаючи Річарда Кляйна, не наважуються прийняти печери Бломбос як перший приклад справжнього мистецтва.
У вересні 2018 року було оголошено про відкриття в Південній Африці найдавнішого відомого малюнка Homo sapiens, вік якого оцінюється в 73 000 років, набагато раніше, ніж артефакти віком 43 000 років, які вважалися найдавнішими відомими малюнками сучасної людини, знайденими раніше. На малюнку зображено заштрихований візерунок із дев'яти тонких ліній. Раптове припинення всіх ліній на краях фрагмента вказує на те, що візерунок спочатку простягався на більшу поверхню. Також вважається, що візерунок, швидше за все, був більш складним і структурованим у своїй повноті, ніж показано на виявленій ділянці. Спочатку, коли цей малюнок був знайдений, він став предметом дебатів. Щоб довести, що цей малюнок створив Homo Sapiens, французькі учасники групи, які спеціалізуються на хімічному аналізі пігментів, відтворили ті самі лінії, використовуючи різноманітні техніки. Вони прийшли до висновку, що лінії, які складали малюнок, були зроблені навмисно, швидше за все, охрою. Це відкриття надає додаткову інформацію до розуміння поведінки та пізнання ранніх homo sapiens.
Неандертальці могли створювати витвори мистецтва. Малюнки в печерах Ла-Пасьєга (Кантабрія), ручний трафарет в печері Мальтрав'єзо (Естремадура) і пофарбовані червоною фарбою спелеотеми в Ардалес (Андалусія) датуються 64 800 років тому, щонайменше на 20 000 років раніше виникнення сучасної людини. У липні 2021 року вчені повідомили про знахідку різьби ко кістці, одного з найдавніших у світі витворів мистецтва, зробленого неандертальцями близько 51 000 років тому.

### Верхній палеоліт
У листопаді 2018 року вчені повідомили про відкриття найдавнішого відомого фігуративного зображення невідомої тварини, якому понад 40 000 (за деякими даними 52 000) років, в печері Лубанг Джеріджі Салех на індонезійському острові Калімантан, тоді як у 2020 році кістка великорогого оленя була знайдена в горах Гарц у Німеччині, на якій представники Homo neanderthalensis вирізали прикраси 51 000 років тому.
Найдавніші твори образотворчого мистецтва, яки не викликають дискусій, були знайдені в гірському масиві Швабський Альб, Баден-Вюртемберг, Німеччина. Найдавніші з них, статуетка Палеолітична Венера, відома як Венера з Холе-Фельс і статуетка людини-Лева, датуються приблизно 40 000 років тому.

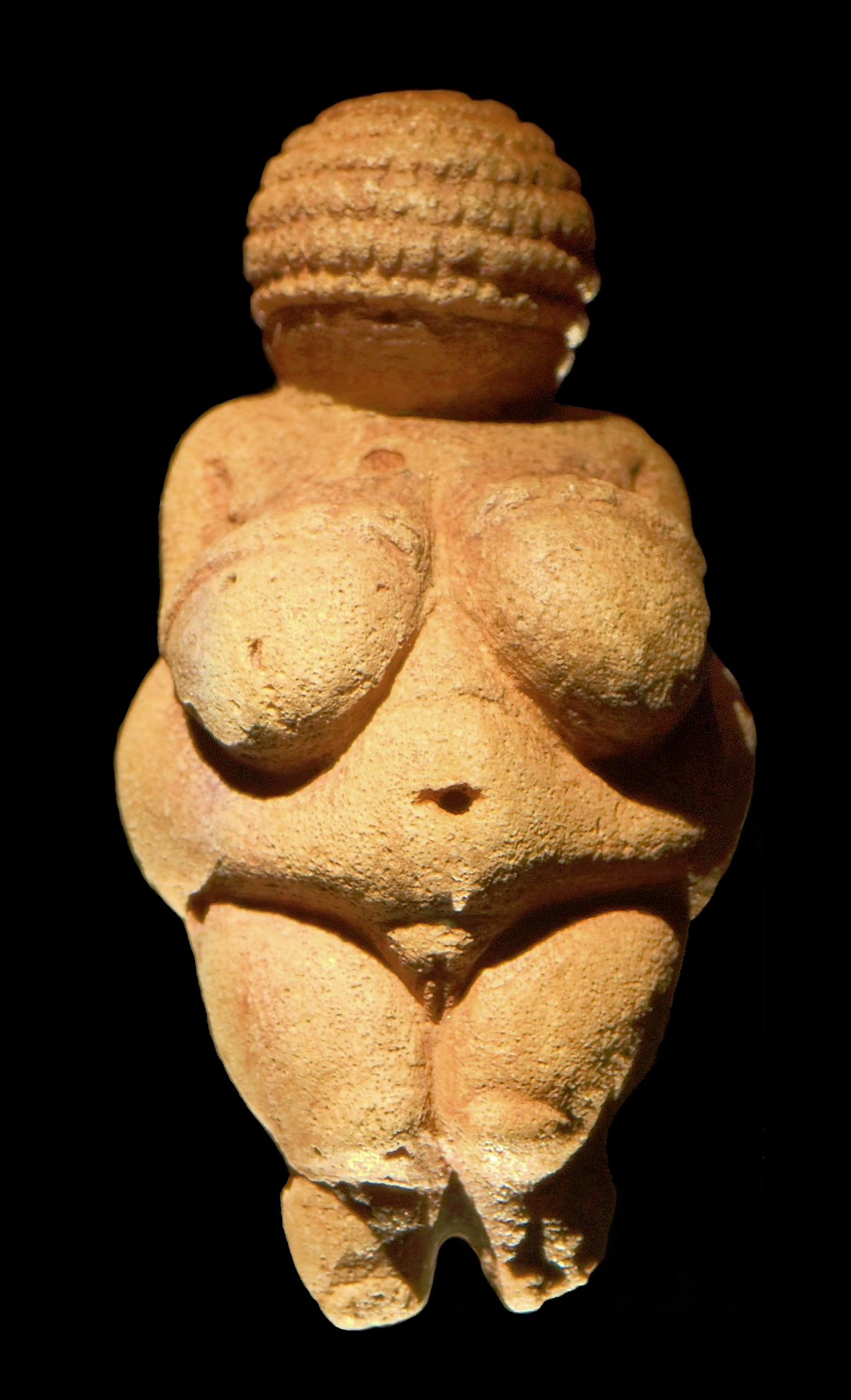
Віллендорфська Венера

Інші зразки образотворчого мистецтва періоду верхнього палеоліту (загалом від 40 000 до 10 000 років тому) включають печерний живопис (наприклад, Шове, Альтаміра, Пеш-Мерль, Арсі-сюр-Кюр і Ласко) і пересувні предмети мистецтва: статуетки Венери, такі як Віллендорфська Венера, а також різьблені зображення тварин, як-от північний олень, що пливе, підвіска росомахи Лес Ейзіс, та кілька предметів, відомих як bâtons de commandement.
Вік малюнків у печері Петтакере на індонезійському острові Сулавесі досягає 40 000 років — нагадує дату найдавнішого європейського наскельного мистецтва, що може свідчити про більш давне спільне походження цього виду мистецтва, можливо з Африки.
Монументальне мистецтво під відкритим небом у Європі цього періоду включає наскельні малюнки в долини Коа і Мазуко в Португалії, Домінго-Гарсія і Сієга Верде в Іспанії, і Роше Граве де Форнольс у Франції.
Печера в Туробонгу в Південній Кореї, що містить людські останки, виявила різьблені кістки оленів і зображення оленів, яким може бути 40 000 років. Петрогліфи оленів або північних оленів, знайдені в Сокчанг-рі, також можуть відноситися до верхнього палеоліту. Черепки у стилі, що нагадує ранні японські роботи, були знайдені в Косан-рі на остріві Чеджу, куди через нижчий рівень моря на той час можна було дістатися з Японії.
Найдавніші петрогліфи датуються приблизно межею мезоліту та пізнього верхнього палеоліту, приблизно 10 000–12 000 років тому.
Найдавніший африканський наскельний малюнок, який не викликає дискусій, датується приблизно 10 000 років тому. Перші натуралістичні малюнки людей, знайдені в Африці, датуються приблизно 8000 роками, імовірно, походять із долини ріки Ніл, яка поширювалася на захід до Малі приблизно 10 000 років тому.
Відомі місця, що містять раннє мистецтво, включають Тассілі-н'Адджер на півдні Алжиру, Тадрарт-Акакус у Лівії (об'єкт Всесвітньої спадщини ЮНЕСКО) та гори Тібесті на півночі Чаду. Наскельні малюнки в печері Уондерверк у Південній Африці датовані цим віком. Спірні дати аж до 29 000 років були отримані в одному місці в Танзанії. Місце в печерному комплексі Аполло 11 у Намібії датовано 27 000 роками.
Гебеклі-Тепе у Туреччині має кола масивних Т-подібних кам'яних стовпів, датованих 10–8 тисячоліттям до н. е. — найдавніші відомі мегаліти у світі. Багато стовпів прикрашені абстрактними, загадковими піктограмами та різьбленими рельєфами тварин.

## Азія

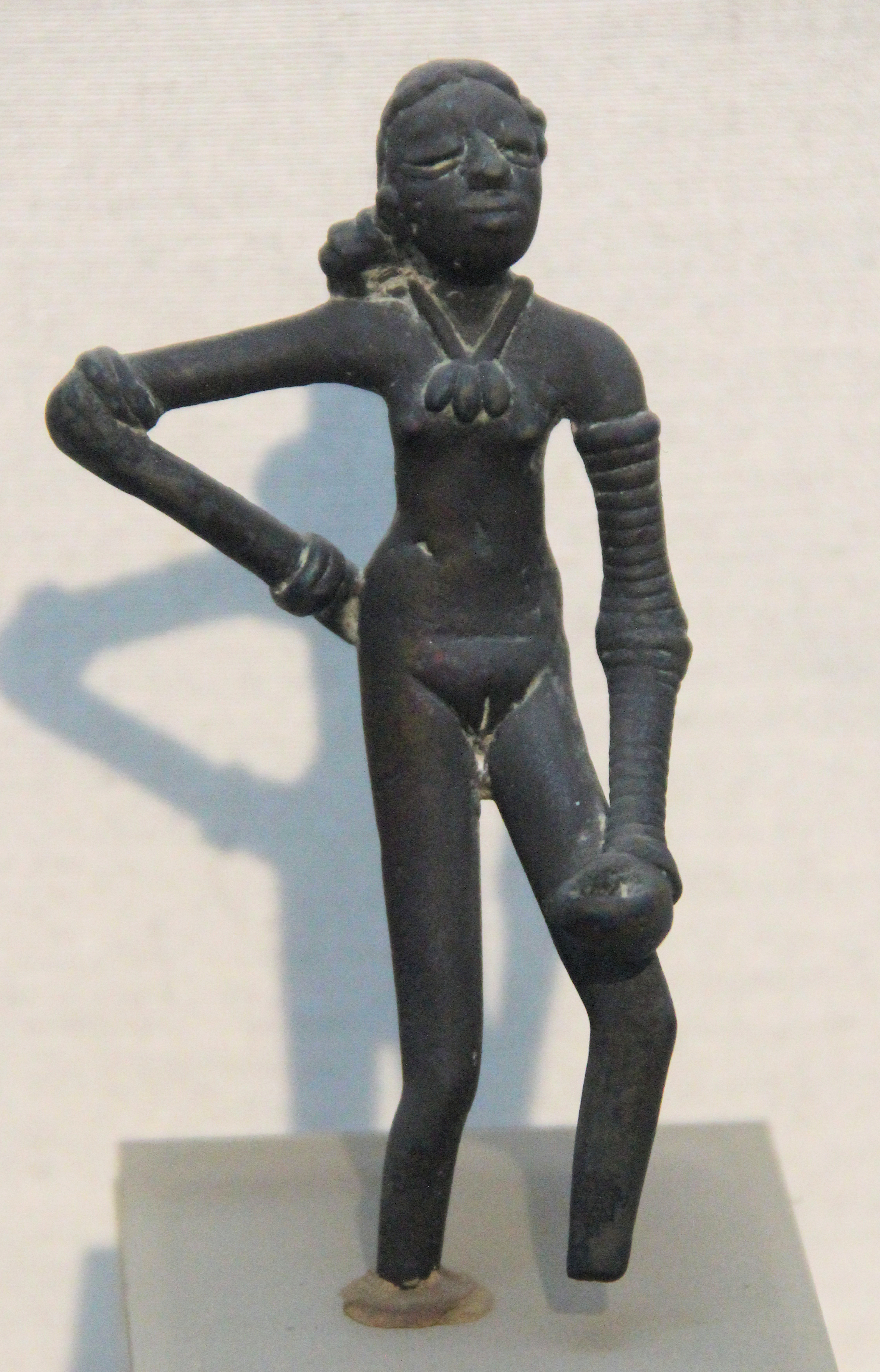
Танцююча дівчина, Індська цивілізація

Азія була колискою для кількох значущих цивілізацій, особливо Китаю та Південної Азії. Передісторія Східної Азії особливо цікава, оскільки відносно раннє впровадження писемності та ведення історичних записів у Китаї має помітний вплив на найближчі культури та географічні області. Тільки невелику частину дуже багатих традицій мистецтва Месопотамії можна вважати доісторичними, оскільки писемність була представлена там досить рано, але сусідні культури, такі як Урарту, Лурестан і Персія мали значні та складні мистецькі традиції.

### Індійський субконтинент
Найдавнішими індійськими малюнками були наскельні малюнки доісторичних часів, петрогліфи, знайдені в таких місцях як скельні укриття в Бгімбетці, і деякі з них датовані прибл. 8,000 до н.е.. Цивілізація долини Інду створювала гарні печатки та скульптури, і, можливо, була письменною, але після її розпаду до періоду писемності залишилося відносно мало мистецьких залишків, ймовірно, тому що використовувалися швидкопсувні матеріали.

### Азербайджан
Гобустанський національний парк, розташований на південному сході гір Великого Кавказу в Азербайджані, в 60 км від Баку датується понад 12 тисяч років тому. У заповіднику зберігається понад 6000 наскельних малюнків, які зображують переважно сцени полювання, фігури людей і тварин. Є також ілюстрації довгих кораблів, схожих на кораблі вікінгів. Гобустан також характеризується своїм природним музичним каменем під назвою Гавалдаш (бубонний камінь).

### Китай

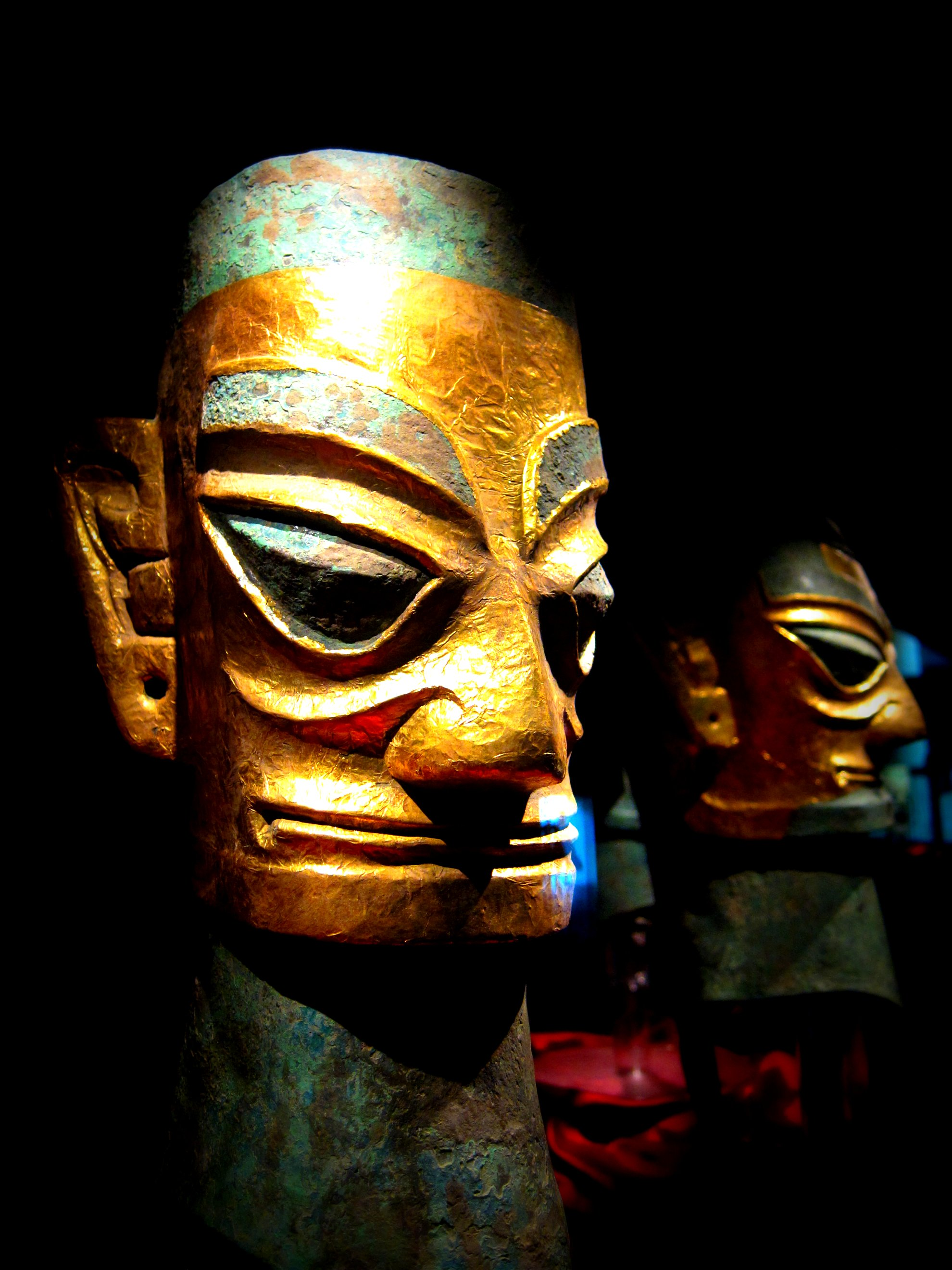
Дві бронзові голови з Саньсіндуя, покриті сухозлітним золотом

Доісторичні твори мистецтва, такі як розписна кераміка в Китаю епохи неоліту, можна простежити до культури Яншао та культури Луншань у долині Хуанхе. Під час Бронзової доби Китаю, китайці стародавніх династій Шан і Чжоу виготовили безліч китайських ритуальних бронзових виробів, які є складними версіями звичайних посудин та інших предметів, що використовувалися в ритуалах шанування предків, прикрашених мотивами таотай та написами з бронзи пізнього Шан. Відкриття в 1987 році в Саньсіндуй в центральному Китаї виявили раніше невідому дописьменну культуру бронзового віку, артефакти якої включали дуже великі разючі бронзові фігури (приклад праворуч), і яка з культурного боку дуже відрізнялася від сучасної пізньої культури Шан, котра завжди вважалась частиною безперервної традиції китайської культури.

### Японія
Згідно з археологічними даними, представники Дзьомон у стародавній Японії були одними з перших, хто розробив гончарний посуд, починаючи з 11 тисячоліття до нашої ери. Із зростаючою витонченістю представники Дзьомон створювали візерунки, видавлюючи вологу глину плетеним або неплетеним шнуром і палицями.

### Корея

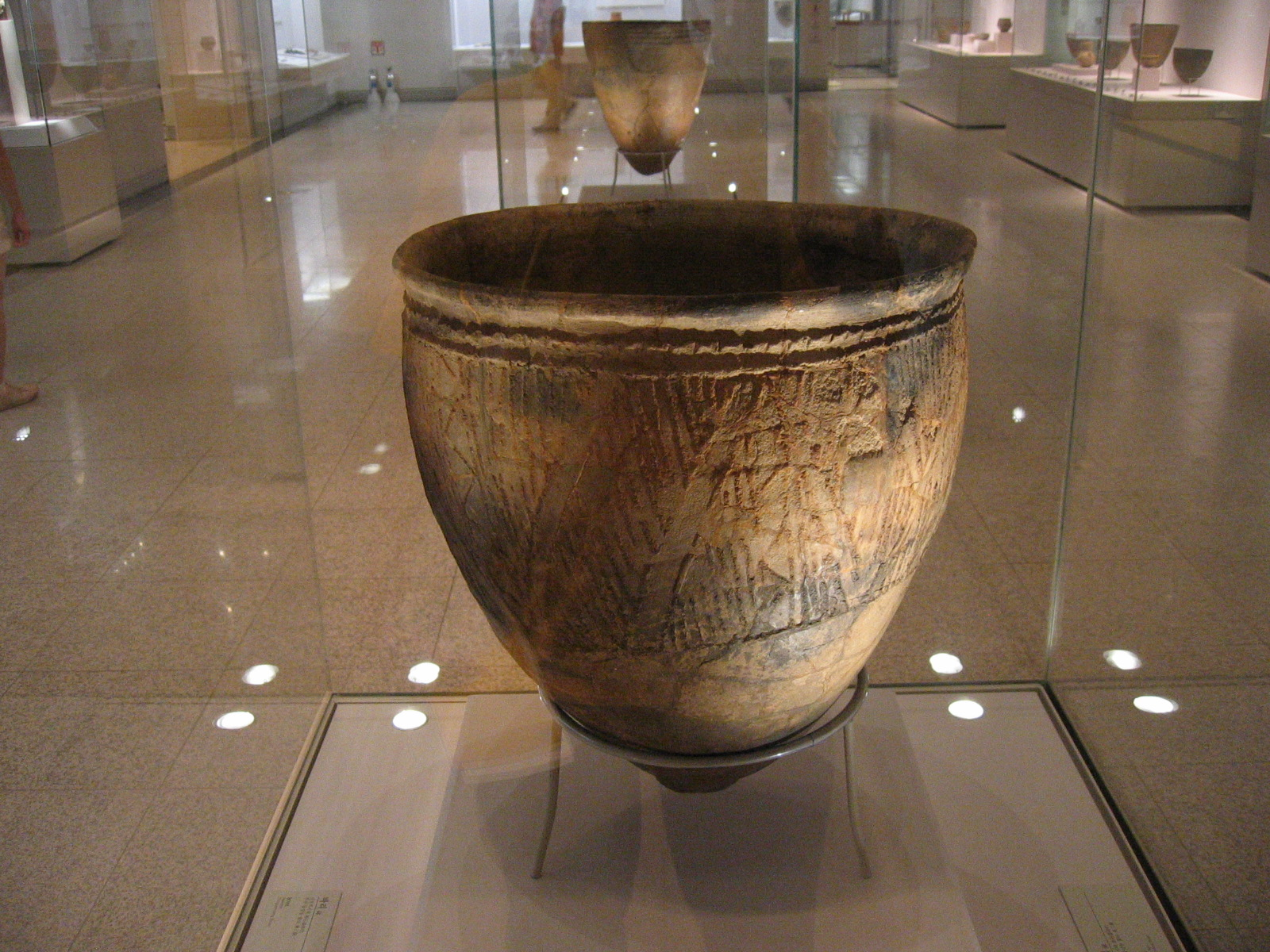
Корейський горщик періоду Неоліту, знайдений у Пусані, 3500 років до нашої ери

Найперші зразки корейського мистецтва складаються з робіт кам'яного віку, датованих 3000 роком до нашої ери. До їхнього складу в основному входять вотивні скульптури, хоча нещодавно були відкриті також петрогліфи. Також були поширені наскельні малюнки, складні кам'яні знаряддя та кераміка.
Цей ранній період супроводжувався художніми стилями різних корейських королівств і династій. У ці періоди художники часто використовували китайський стиль у своїх роботах. Проте корейці не лише перейняли, а й змінили китайську культуру, віддаючи перевагу простому стилю, чистоті природи та спонтанності. Ця фільтрація китайських стилів пізніше вплинула на японські художні традиції через культурні та географічні обставини.
Передісторія Кореї закінчується заснуванням трьох корейських держав, які, відповідно до Самгук Сагі, тексту 12-го століття н. е., написаному класичною китайською мовою (писемна мова літераторів у традиційній Кореї), були створені в 1-му столітті до н. е.; деякі згадки про більш ранню історію також містяться в китайських текстах, як-от Саньґочжи, 3 століття н. е.

#### Період Джельмун
Більш вагомі свідоцтва культури з'являються в пізньому неоліті, відомому в Кореї як Джельмунський гончарний період, з керамікою, подібною до тієї, що знайдена в прилеглих регіонах Китаю, прикрашеною візерунками у формі літери Z. Найдавніші неолітичні стоянки із залишками кераміки, наприклад Osan-ri, датуються 6000–4500 рр. до н. е.. Ця кераміка характеризується гребінчастим малюнком, при цьому горщик часто має загострену основу. Прикраси того часу включають маски, зроблені з раковин, з помітними знахідками в Тонгсам-донг, Осан-рі та Сінам-рі. Глиняні статуетки у формі руки були знайдені в Нонгпо-дон.

#### Період Мумун

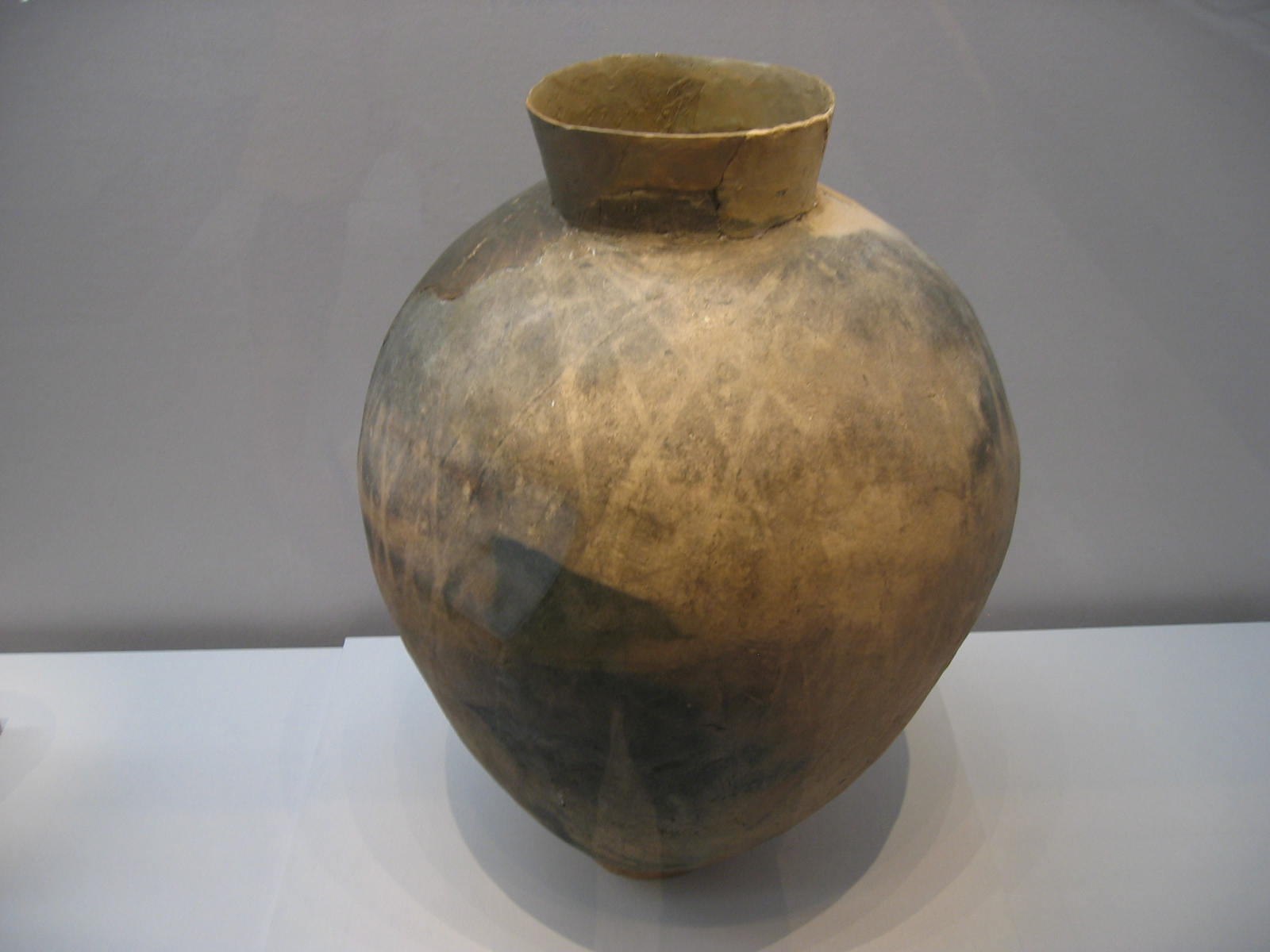
Велика середня посудина Мумун для зберігання (прибл. 800 до н.е.), викопана з котловану всередині або поблизу місця розкопок Депьон

Під час гончарного періоду Мумун, приблизно між 1500 і 300 рр. до н. е., сільське господарство розширювалося, і стали очевидними свідчення більш масштабних політичних структур, оскільки поселення росли, а деякі поховання ставали більш складними. До цього періоду відносяться мегалітичні гробниці та дольмени по всій Кореї. Кераміка того часу виконана в характерному недекорованому стилі. Багато з цих змін у стилі, можливо, відбулися через імміграцію нових народів з півночі, хоча це є предметом дискусій. У ряді місць у Південній Кореї є наскельні панелі, які, як вважають, належать до цього періоду, головним чином через їхній стиль.
Хоча точна дата появи бронзових виробів у Кореї також є предметом дебатів, зрозуміло, що бронзу обробляли приблизно в 700 році до нашої ери. Знахідки включають стилістично відмінні кинджали, дзеркала та пряжки для ременів із доказами широкого розповсюдження самобутньої культури обробки бронзи в І столітті до нашої ери.

#### Доісторична Корея

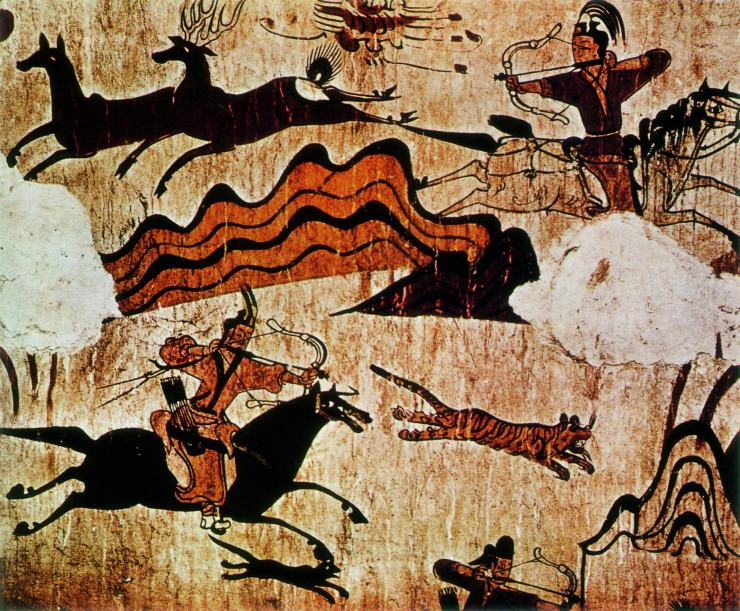
Комплекс гробниць Когурьо

Час між 300 р. до н. е. і заснуванням і стабілізацією трьох держав приблизно в 300 р. н. е. характеризується з точки зору мистецтва і археології збільшенням торгівлі з Китаєм і Японією, що підтверджується китайською історією того часу. Китайські експансіоністи вторглися та заснували комендатури в Північній Кореї ще в 1 столітті до нашої ери; вони були витіснені в 4 столітті нашої ери. Залишки деяких із них, особливо Леланг, поблизу сучасного Пхеньяну, дали багато артефактів у типовому стилі Хан.
В історії Китаю також згадується початок обробки заліза в Кореї в 1 столітті до нашої ери. Кам'яний посуд і оброблена в печі кераміка також, здається, датуються цим часом, хоча існують суперечки щодо дат. Кераміка вочевидь японського походження була знайдена в Кореї, а металеві вироби корейського походження були знайдені в північно-східному Китаї.

### Степове мистецтво

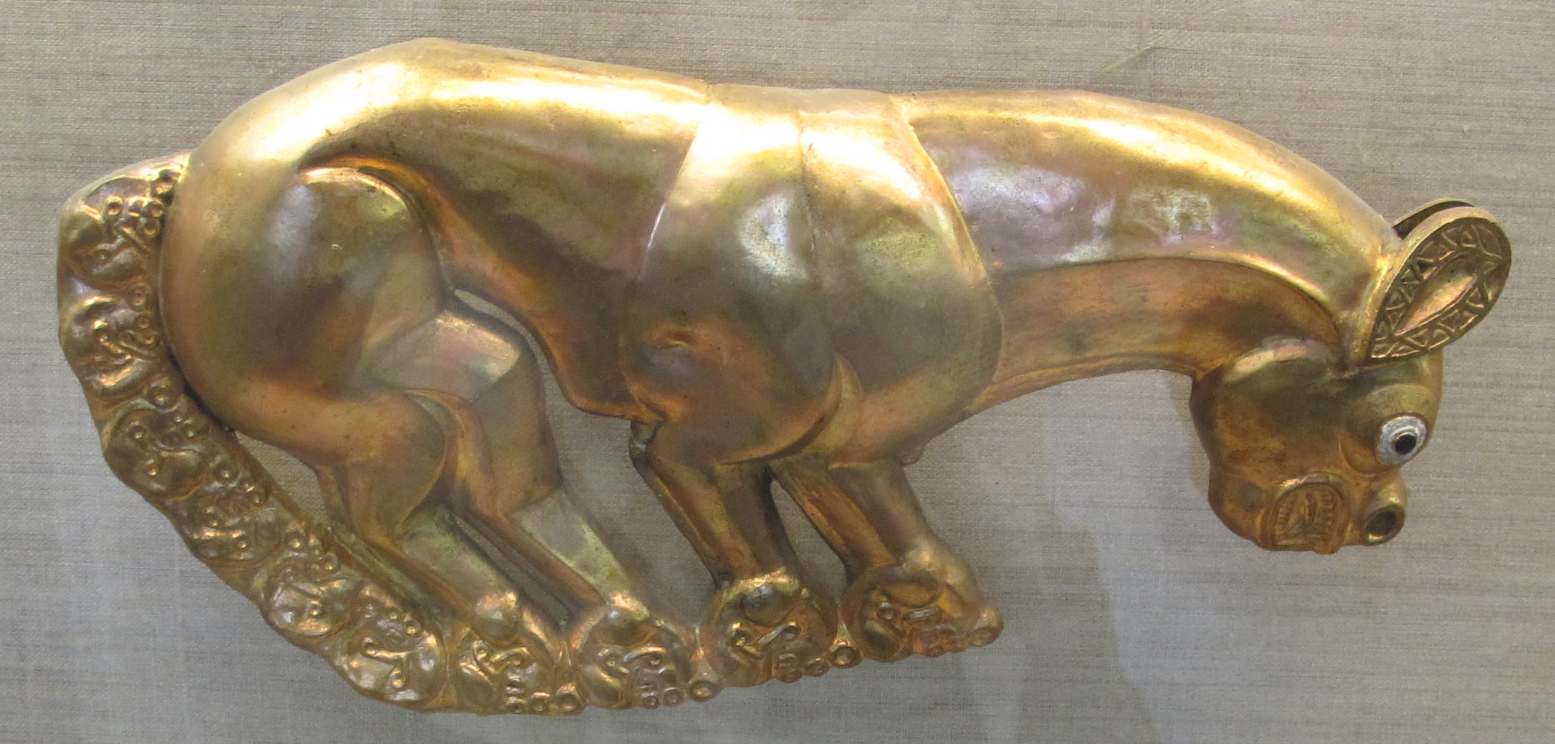
Скіфська табличка із зображенням барса кінця VII ст

Незрівнянні зразки скіфського мистецтва – переважно золоті прикраси та прикраси для коней – знаходяться на величезних просторах, що простягаються від Угорщини до Монголії. Датовані періодом між 7-м і 3-м століттями до нашої ери, об'єкти зазвичай мініатюрні, як і можна було очікувати від кочових людей, які постійно рухаються. Мистецтво степу — це переважно анімалістичне мистецтво, тобто переважають бойові сцени за участю кількох тварин (реальних чи уявних) або окремих фігур тварин (наприклад, золотих оленів). Найвідоміші з різних залучених народів — скіфи, що проживали в європейській частині степу, які особливо часто ховали золоті речі.
Одна з найвідоміших знахідок була зроблена в 1947 році, коли радянський археолог Сергій Руденко виявив царське поховання в долині Пазирик в Алтайських горах, де серед багатьох інших важливих об'єктів був найдавніший ворсистий килим, що дійшов до наших днів, ймовірно, виготовлений у Персії. Що незвично для доісторичних поховань, у північних частинах області можуть зберігатися матеріали органічного походження, такі як деревина та текстиль, які зазвичай розкладаються. Степовики як впливали так і зазнавали впливу сусідніх культур від Європи до Китаю, а пізніші скіфські вироби зазнали сильного впливу давньогрецького стилю, і, ймовірно, їх часто виготовляли греки в Скіфії.

### Близький Схід

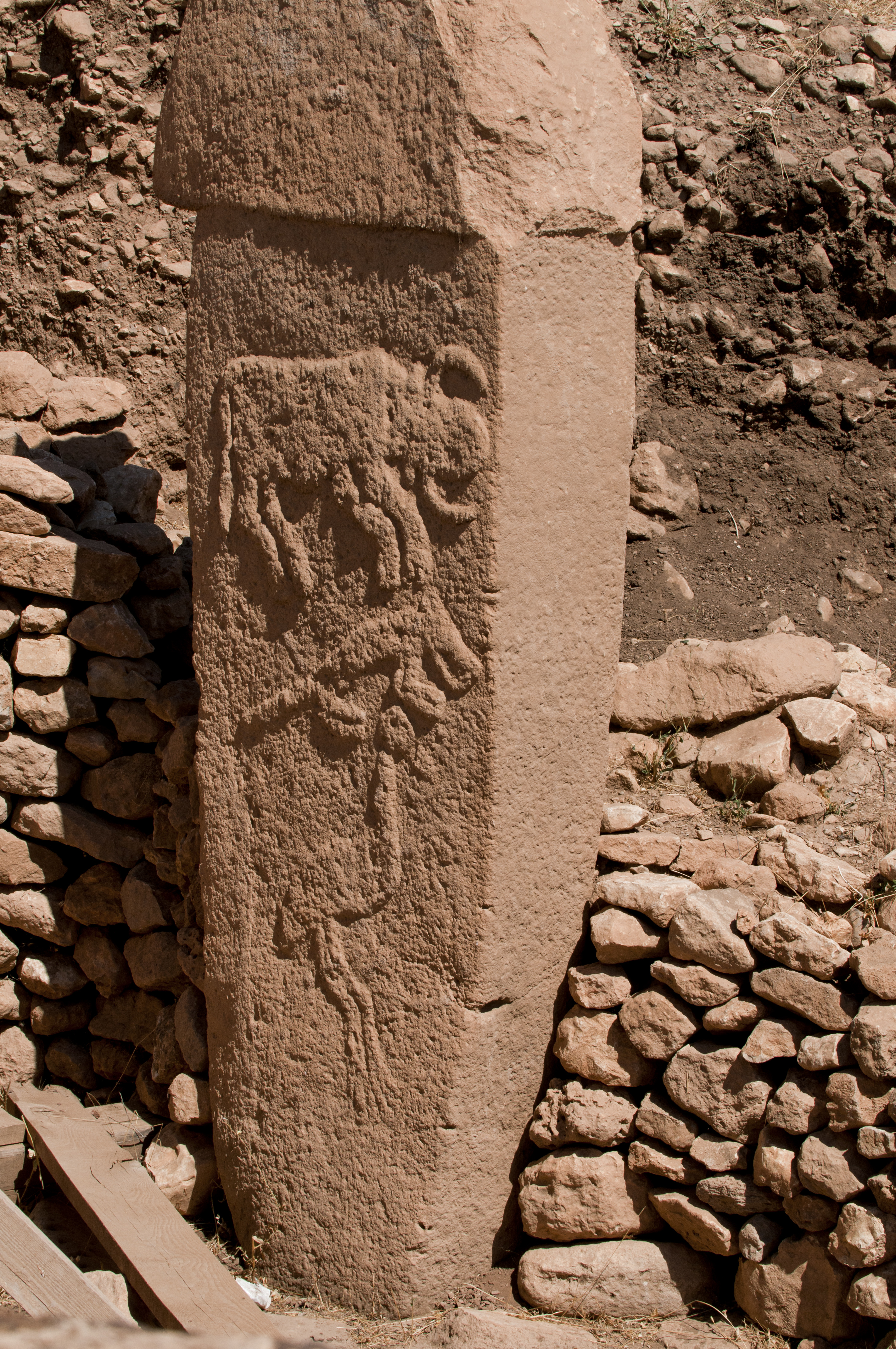
Стовп із Гебеклі-Тепе з барельєфами, імовірно, бугая, лисиці, та журавля, 9600–8800 рр. до н.

Коханці Айн Сакхрі з сучасного Ізраїлю — це невелика різьба з кальциту натуфійської культури, створена приблизно 9000 р. до н. е. Приблизно в той же час було розпочато будівництво надзвичайного храмового комплексу Гебеклі-Тепе у східній Туреччині. Під час першого етапу, що відноситься до докерамічного неоліту А (англ. Pre-Pottery Neolithic A, PPNA) були споруджені кола з масивних, але акуратно сформованих кам'яних стовпів у формі літери Т – найстаріших відомих мегалітів у світі. В даний час завдяки геофізичним дослідженням відомо понад 200 стовпів у приблизно 20 колах. Кожен стовп має висоту до 6 м (20 фут) і важить до 10 тонн. Вони вставлені в гнізда, вирубані в корінну породу. У другій фазі, що відноситься до докерамічного неоліту В (англ. Pre-Pottery Neolithic B , PPNB), в прямокутних приміщеннях встановлені менші стовпи з підлогою з полірованого вапна. На загладжених поверхнях стовпів зображені рельєфи тварин, абстрактні візерунки, деякі фігури людей.
За домовленістю вважається, що передісторія на Близькому Сході тривала до піднесення імперії Ахеменідів у 6 столітті до нашої ери, хоча писемність існувала в цьому регіоні майже 2000 років раніше. Виходячи з цього, дуже багата і давня традиція мистецтва Месопотамії, а також ассирійська скульптура, хетське мистецтво та багато інших традицій, таких як Луристанська бронза підпадають під визначення первісного мистецтва, навіть якщо воно покрите текстами, що вихваляють правителя, як це зроблено на багатьох рельєфах палаців ассирійців.

## Європа

### Кам'яна доба

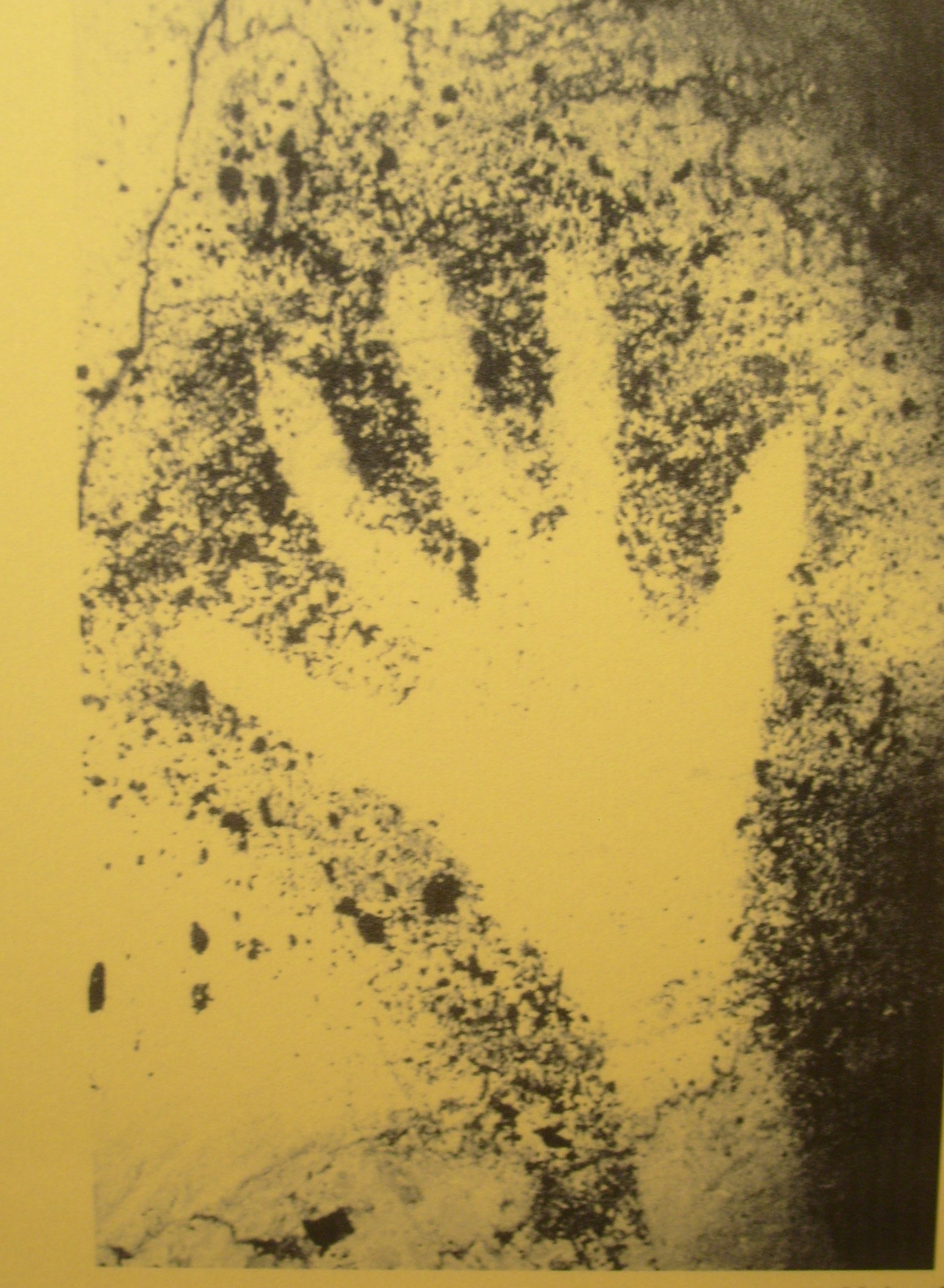
Трафарет для рук, печера Коске, Франція, бл. 27 000 років тому

Мистецтво верхнього палеоліту включає різьблення на рогах і кістках, особливо зображення тварин, а також так звані фігурки Венери та печерні малюнки, про які йшлося вище. Незважаючи на більш теплий клімат, період мезоліту, безсумнівно, демонструє занепад у порівнянні з попереднім періодом. Наскельне мистецтво зустрічається в Скандинавії та на півночі Росії, а також навколо Середземномор'я у східній Іспанії та включає до свого складу найдавніші з наскельних малюнків у Валькамоніці на півночі Італії, але не між цими областями. Приклади пересувного мистецтва включають розмальовану гальку з Азильської культури, яка прийшла на зміну магдаленській, і візерунки на предметах побуту, як-от весла з Тибрінд-Віг, Данія. Мезолітичні статуї Лепенського Виру біля Залізних Воріт, Сербія датуються 7-м тисячоліттям до нашої ери і представляють або людей, або комбінації людей і риб. Просте гончарство почало розвиватися в різних місцях навіть за відсутності землеробства.

#### Мезоліт
Порівняно з попереднім верхнім палеолітом і наступним неолітом, мистецтво мезоліту збереглося дещо менше. Наскельні малюнки Середземноморського узбережжя Іспанії, які, ймовірно, поширилися з верхнього палеоліту, є широко поширеним феноменом, набагато менш відомим, ніж наскельні малюнки верхнього палеоліту, з якими воно утворює цікавий контраст. Це переважно скелі під відкритим небом, а об'єктами переважно є люди, а не тварини, з великими групами маленьких фігур; в Рока дель Морос є 45 фігур. Демонструється одяг, сцени танців, боїв, полювання та збирання їжі. Фігури набагато менші, ніж тварини в палеолітичному мистецтві, і зображені набагато схематичніше, хоча часто в енергійних позах. Відомо кілька невеликих вигравійованих підвісок з отворами для підвішування та простими вигравіюваними малюнками, деякі з Північної Європи з бурштину, а одна зі Старр Карра в Британії зі сланцю.
Наскельний малюнок в Уральських горах демонструє схожі зміни після палеоліту, а дерев'яний Шигірський ідол є рідкісним уцілілим предметом; деревина, можливо, була дуже поширеним матеріалом для скульптури. Ідол являє собою дошку з модрини з вирізаними геометричними мотивами, але увінчану зображенням людської голови. Зараз ідол складається з фрагментів, але, очевидно, коли він був створений, він мав більше 5 метрів у висоту.

#### Неоліт

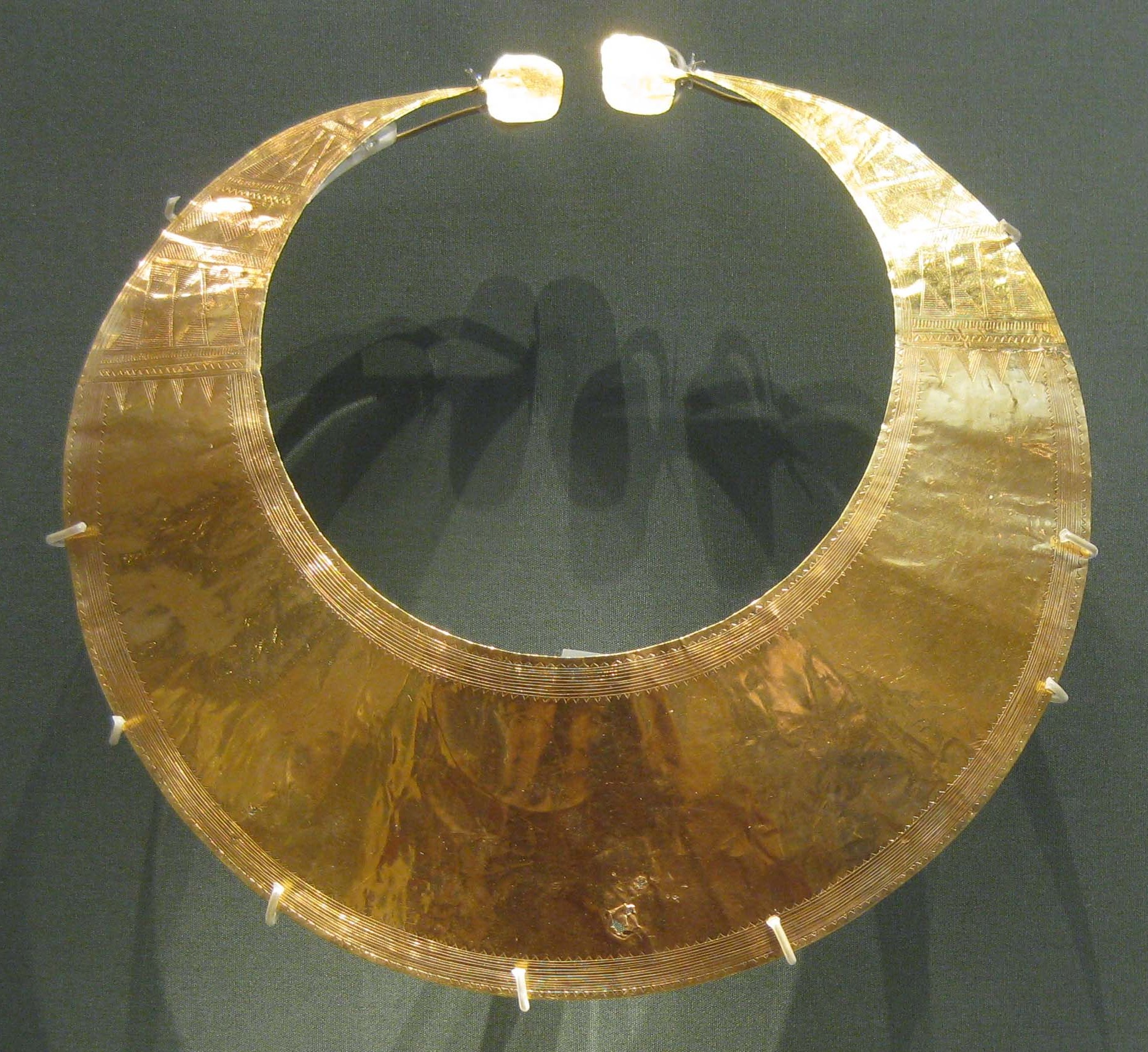
Золота Лунула з Блессінгтон, Ірландія, пізній неоліт/ранній бронзовий вік, бл. 2400—2000 років до нашої ери

У Центральній Європі багато неолітичних культур, як-от культура лінійно-стрічкової кераміки, Ленг'єль та Вінча, створювали статуї жінок (рідше чоловіків) і тварин, які можна назвати мистецтвом, а також витончене оздоблення глиняного посуду, наприклад, у стилі Желєсовце та у стилі малюнку Ленг'єль.
Мегалітичні (тобто великі кам'яні) пам'ятники були знайдені в епоху неоліту від Мальти до Португалії, через Францію та через південну Англію до більшої частини Уельсу та Ірландії. Вони також зустрічаються в північній Німеччині та Польщі, а також в Єгипті в пустелі Сахара (в Набта-Плая та інших місцях). З усіх храмів і найдавніших окремих споруд найкраще збереглися мегалітичні храми Мальти. Їх створення почалося з 5-го тисячоліття до нашої ери, хоча деякі автори припускають що вони пов'язані з мезолітом. Одним із найвідоміших доісторичних місць є Стоунгендж, частина всесвітньої спадщини Стоунгенджа яка містить сотні пам'яток і археологічних об'єктів. Пам'ятники були знайдені в більшій частині Західної та Північної Європи, зокрема в Карнаку, Франція.

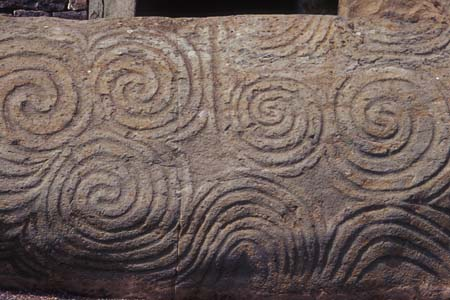
Камінь на вході із зображенням мегалітичного мистецтва в Ньюгрейндж

Велика гробниця-курган в Ньюгрейндж, Ірландія, датована приблизно 3200 роком до нашої ери, має вхід, позначений масивним каменем, висіченим зі складним малюнком спіралей. Курган у Науті неподалік має великі плоскі скелі з наскельними гравіюваннями на їхніх вертикальних поверхнях по всьому колу, для яких були запропоновані різні тлумачення, включаючи зображення місцевої долини та найдавніше відоме зображення Місяця. Багато з цих пам'яток були мегалітичними гробницями, і археологи припускають, що більшість із них має релігійне значення. Вважається, що в Науті знаходиться приблизно одна третина всього мегалітичного мистецтва Західної Європи.
У центральних Альпах Камунні створили близько 350 000 петрогліфів: див. Петрогліфи Валькамоніки.

### Бронзова доба

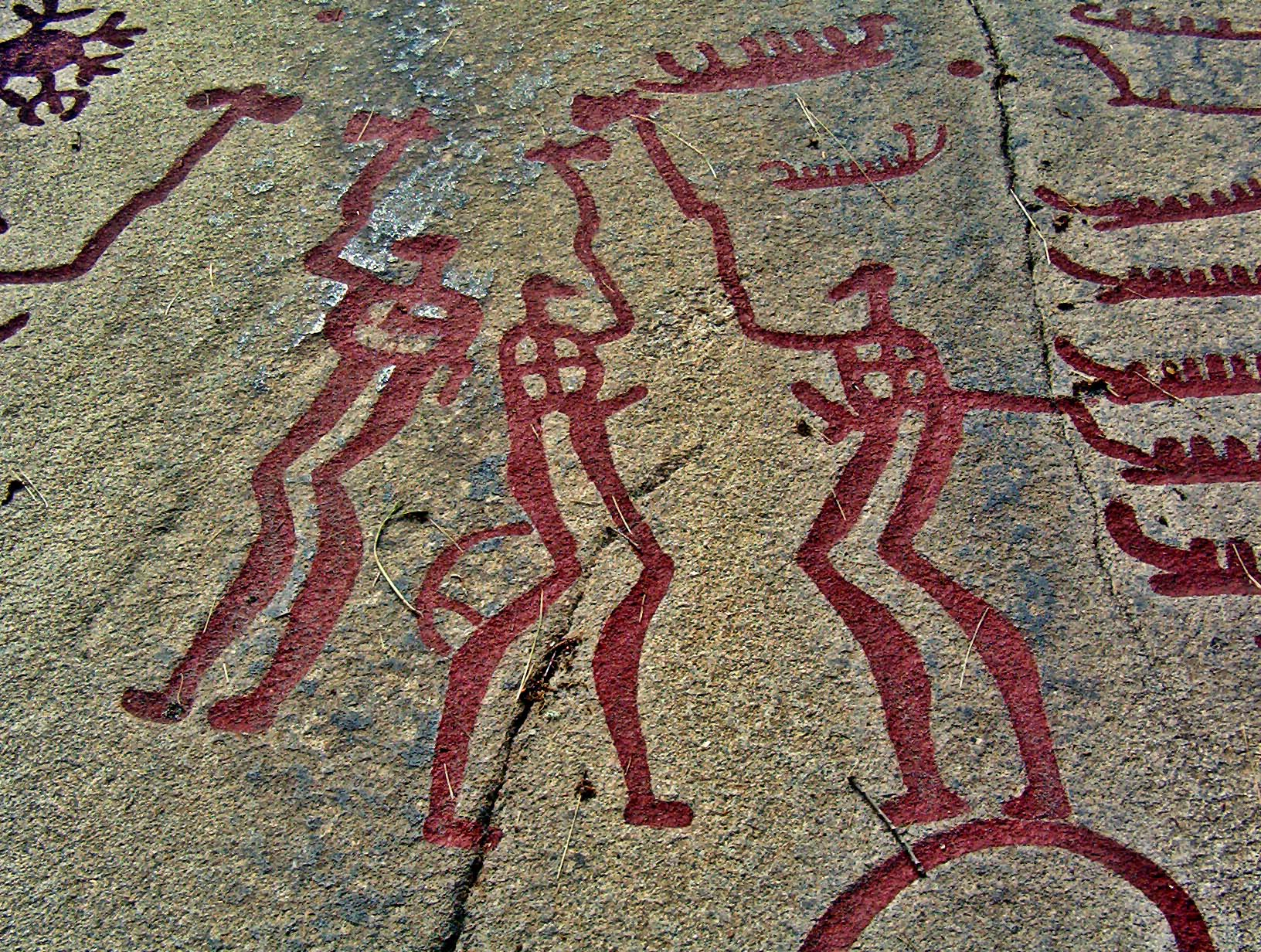
Троє чоловіків виконують ритуал, Богуслен, Швеція

У 3-му тисячолітті до нашої ери в Європі почалася бронзова доба, яка принесла з собою нове середовище для мистецтва. Підвищення ефективності бронзових знарядь також означало зростання продуктивності, що призвело до надлишку — першого кроку у створенні класу ремісників. Через зростання добробуту суспільства почали створюватися предмети розкоші, особливо прикрашена зброя.
Приклади включають церемоніальні бронзові шоломи, декоративні наконечники сокир і мечі, вишукані інструменти, такі як лур, та інші церемоніальні предмети без практичного призначення, такі як величезний Оксборо Дірк. Особливі предмети виготовляли із золота; в Західній та Центральній Європі збереглося набагато більше золотих предметів, ніж із залізної доби, багато таємничих і дивних предметів, починаючи від лунул, очевидно, ірландської спеціальності, золотої накидки з Молда та золотих капелюхів. Кераміка з Центральної Європи може мати вишукану форму та декор. Наскельне мистецтво, що показує сцени з релігійних ритуалів, були знайдені в багатьох областях, наприклад, у Богуслені, Швеція та Валь-Камоніка на півночі Італії.
У Середземномор'ї була високорозвинена мінойська цивілізація з палацовими комплексами, з яких були знайдені фрагменти фресок. Сучасне мистецтво Стародавнього Єгипту та інших розвинених близькосхідних культур більше не можна вважати «первісним».

### Залізна доба

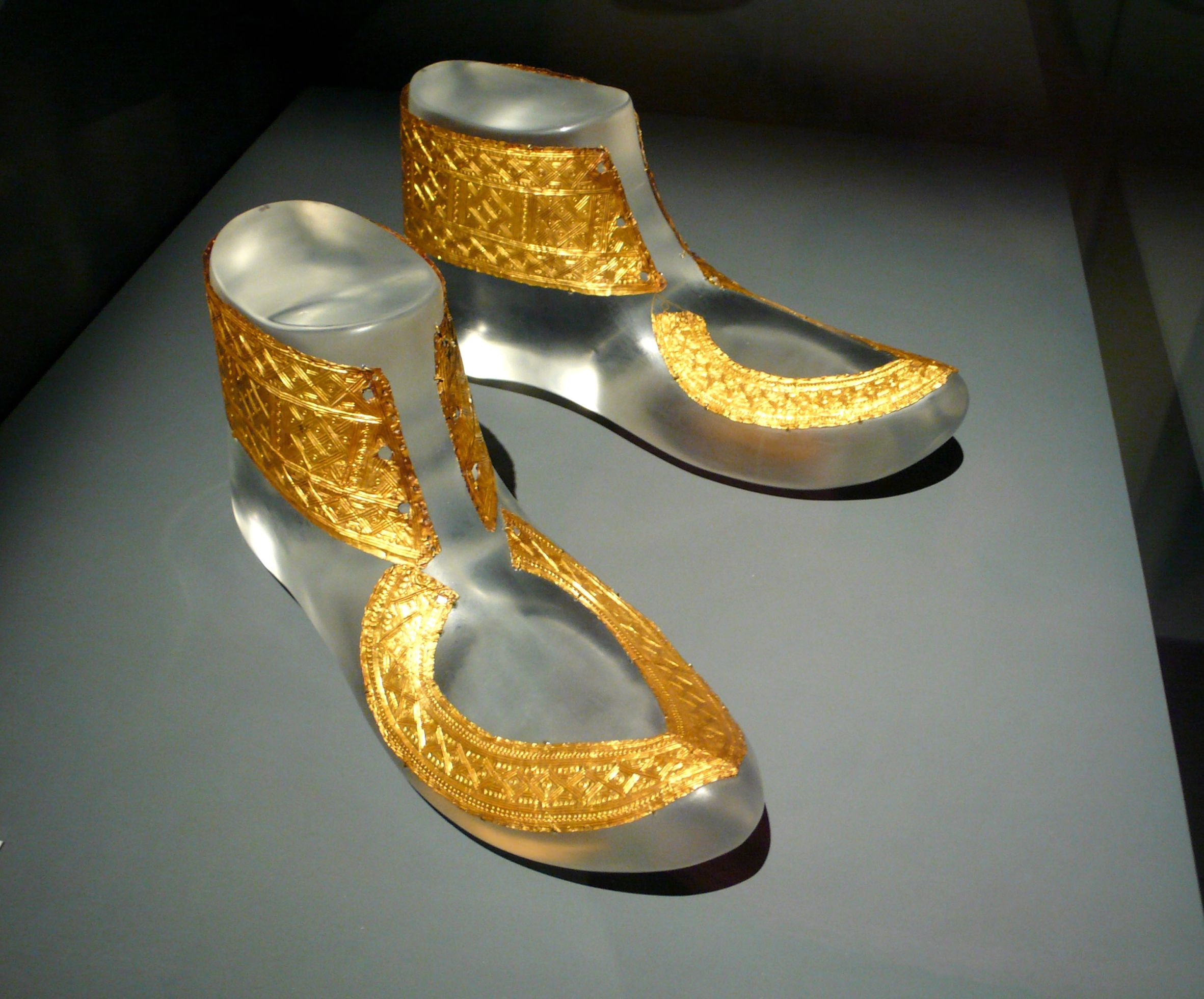
Взуття з золотими бляшками залізної доби з Могила отамана в Хохдорфі, Німеччина, прибл. 530 до н. е.

Залізна доба ознаменувала розвиток антропоморфних скульптур, таких як воїн Гіршландена та статуя з Глауберґа, Німеччина. Гальштатські художники ранньої залізної доби віддавали перевагу геометричним, абстрактним малюнкам, можливо, на це вплинули торговельні зв'язки з класичним світом.
Більш витончений і криволінійний латенський стиль розвинувся в Європі в пізньому залізному віці з центру в долині Рейну, але незабаром він поширився по всьому континенту. Багаті класи вождів, здається, заохочували показність, а класичні впливи, такі як бронзові посудини для пиття, свідчать про нову моду на вживання вина. Спільна їжа та пиття були важливою частиною кельтського суспільства та культури, і більша частина їхнього мистецтва часто виражалася через тарілки, ножі, казани та чашки. Збруя та озброєння також прикрашалися. Міфічні тварини були поширеним мотивом разом із релігійними та природними сюжетами, і їхнє зображення є сумішшю натуралістичного та стилізованого. Мегалітичне мистецтво все ще іноді практикувалося, наприклад, різьблені вапнякові стовпи святилища в Ентремоні в сучасній Франції. Особисті прикраси включали намиста-гривні тоді як запровадження карбування монет надало додаткові можливості для художнього вираження. Монети цього періоду є похідними від грецьких і римських типів, але демонструють більш пишний кельтський художній стиль.

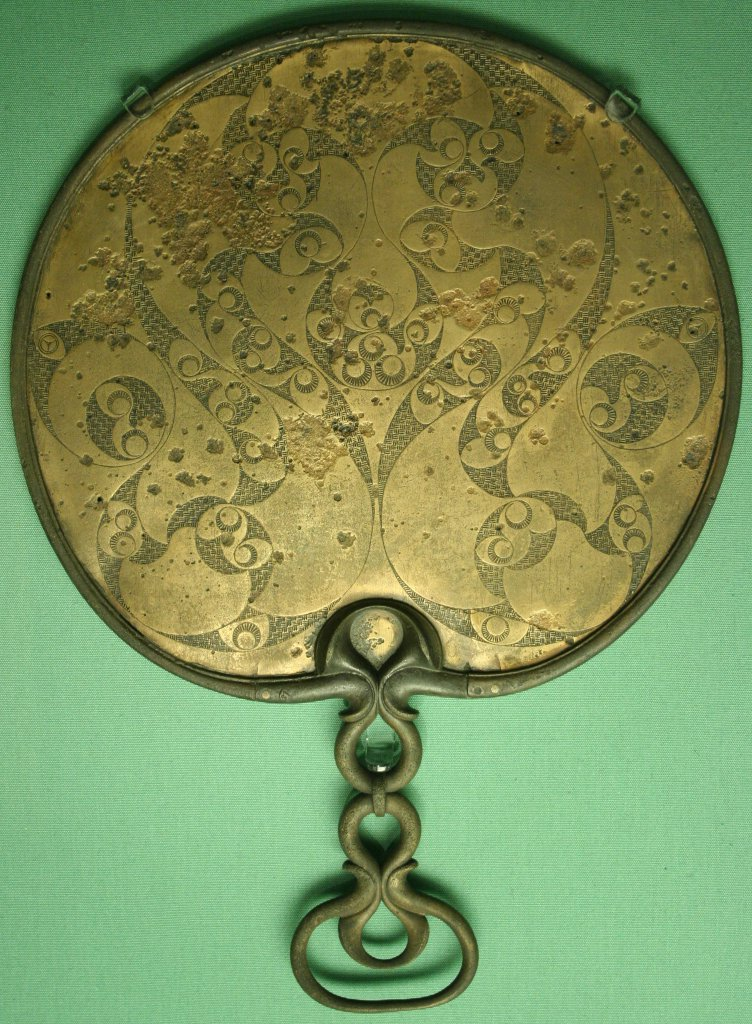
Дзеркало I століття до нашої ери, знайдене в Десборо, Англія, показує мотив спіралі та труби

Відоме поховання з колісницею у Вальдальгесхаймі кінця 4-го століття до н. е. в Рейнській області створило багато чудових прикладів латенського мистецтва, включаючи бронзовий флакон і бронзові таблички з карбуванням людських фігур. Багато творів мали пишні, органічні стилі, хоча вони були похідними від класичних візерунків у формі вусиків.
У більшій частині Західної Європи елементи цього художнього стилю можна помітити в мистецтві та архітектурі римських колоній. Зокрема, у Великій Британії та Ірландії спостерігається незначна спадкоємність у римський період, що дозволило кельтським мотивам відродитися з новою силою в християнському острівному мистецтві, починаючи з 6 століття.
Витончена етруська культура розвивалася з 9 по 2 століття під значним впливом греків, перш ніж її остаточно поглинули римляни. Ближче до кінця періоду у них була розвинена писемність, але раннє етруське мистецтво можна назвати первісним.

## Африка
Стародавній Єгипет виходить за рамки цієї статті; він мав тісні стосунки, зокрема, з Суданом, відомим у цей період як Нубія, де існували передові культури з 4-го тисячоліття до нашої ери, такі як «Група А», «Група C» і царство Куш.

### Південна Африка

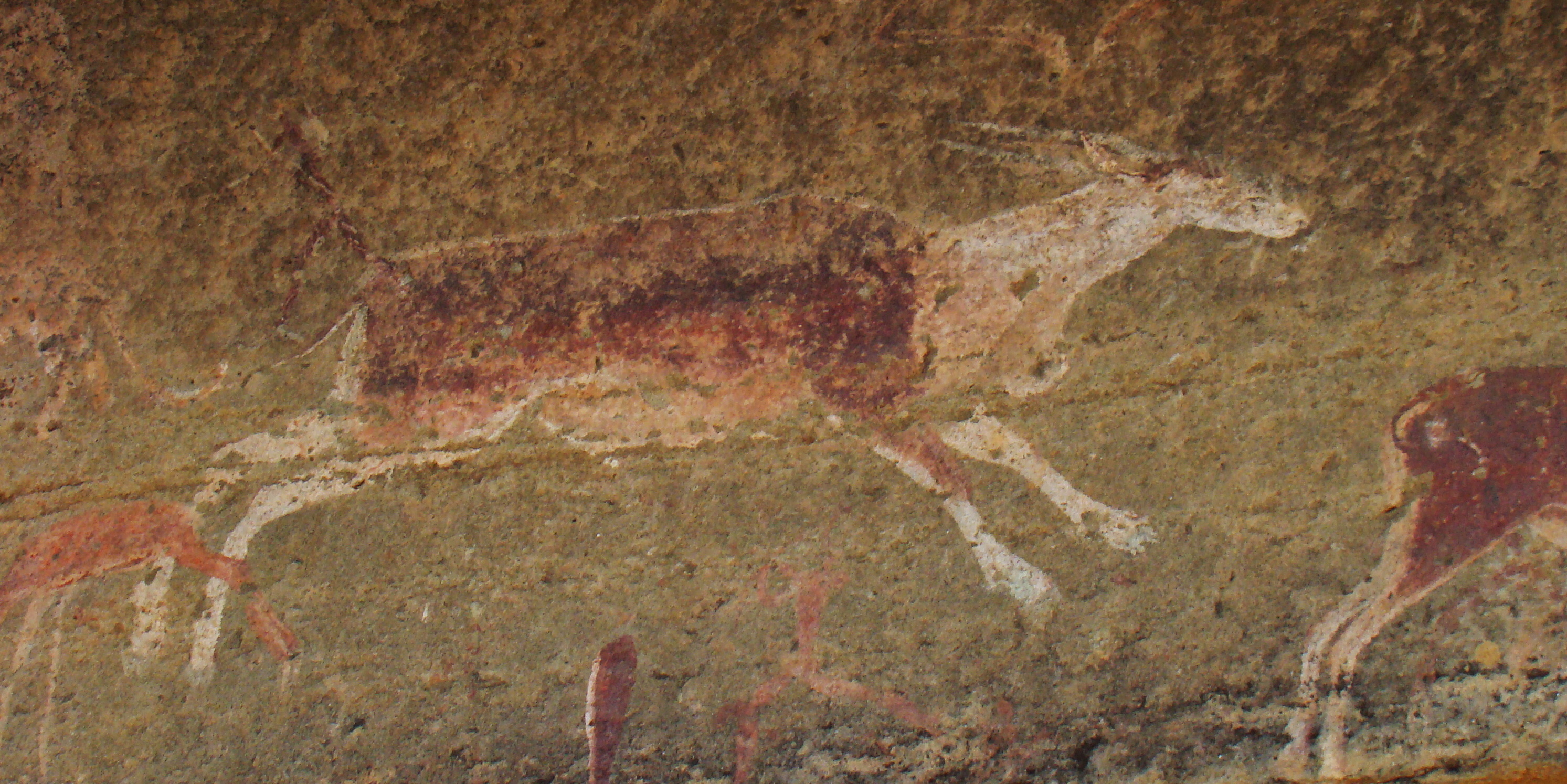
Наскельне мистецтво Бушменів з зображенням канни в Драконових горах

У вересні 2018 року вчені з університетів Бергена, Бордо та Вітватерсранд разом повідомили про відкриття найдавнішого відомого малюнка, створеного Homo sapiens, у печері Бломбос, Південна Африка, вік якого оцінюється в 73 000 років, набагато раніше, ніж артефакти віком 43 000 років, які вважались найдавнішими відомими малюнками сучасної людини, знайденими раніше.
У регіоні навколо національного парку Матобо в Зімбабве існує багато зразків наскельного живопису, які датується періодом від 6000 роком до н. е. до 500 р. н. е..
У районі національного парку Ватерберг над річкою Палала та навколо Драконових гір в Південній Африці існує значна кількість зразків наскельних малюнків бушменів, деякі з яких, як вважають, походять з періоду 8000 р. до н.е. Ці малюнки дуже чіткі та зображують різноманітні мотиви людини та дикої природи, особливо мотиви антилоп. Схоже, що історія наскельного живопису в цій області є досить тривалою; деякі зі зразків мистецтва явно датуються 19 століттям. Вони включають зображення коней з вершниками, які не були представлені в цій області до 1820-х років.
Намібія, окрім печерного комплексу Аполло 11, має значний масив наскельного мистецтва бушменів біля Твайфелфонтейна. Ця робота нараховує кілька тисяч років і, здається, закінчилася з прибуттям скотарських племен у цей район.

### Сомалійський півострів

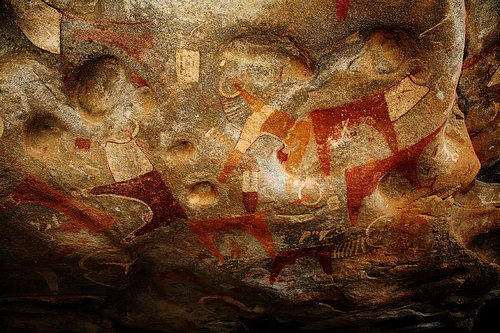
Довгорога велика рогата худоба та інші наскельні малюнки в комплексі Лаас-Гааль.

Лаас-Гааль —це комплекс печер і печероподібних отворів у північно-західній частині Сомалі. Печери, відомі своїм наскельним малюнком, розташовані в сільській місцевості на околиці Харгейса. Вони містять деякі з найдавніших відомих печерних малюнків на Сомалійському півострові, багато з яких зображують пасторальні сцени. За оцінками, наскельне мистецтво Лаас-Гааль датується десь між 9000–8000 і 3000 до н. е.
У 2008 році археологи також оголосили про відкриття печерних малюнків у північному районі Сомалі Дамбалін, серед яких, на думку дослідників, є одне з найдавніших відомих зображень мисливця верхи на коні. Наскельний малюнок в ефіопсько-аравійському стилі, датований 1000-3000 рр. до н. е..
Інше первісне мистецтво на Сомалійському півострові включає кам'яні мегаліти та гравюри, деяким з яких 3500 років. У місті Ділло в Ефіопії є вершина пагорба, вкрита кам'яними стелами. Це одне з кількох таких місць на півдні Ефіопії, що датуються історичним періодом[прояснити] (10-14 століття).

### Сахара

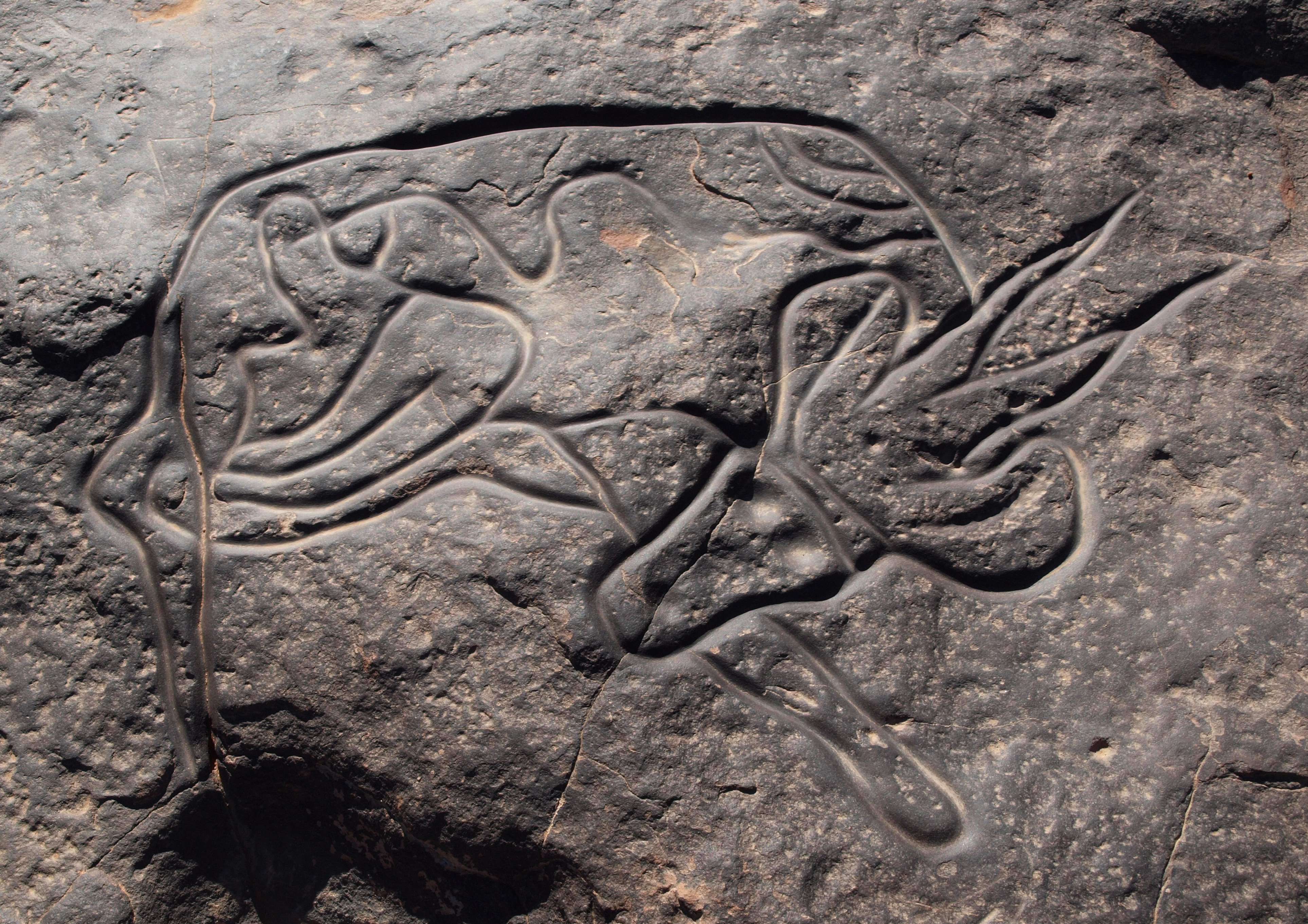
Петрогліфічний наскельний малюнок Сахари з південного Алжиру, що зображує антилопу або газель.

Раннє мистецтво цього регіону поділяють на п'ять періодів:
- Період Бубалус, приблизно 12-8 тисяч років тому
- Період круглої голови, приблизно 10-8 тисяч років тому
- Пасторальний період[en], приблизно 7,5-4 тисяч років тому
- Період коней, приблизно 3-2 тисяч років тому
- Період верблюдів, 2000 років тому до теперішнього часу

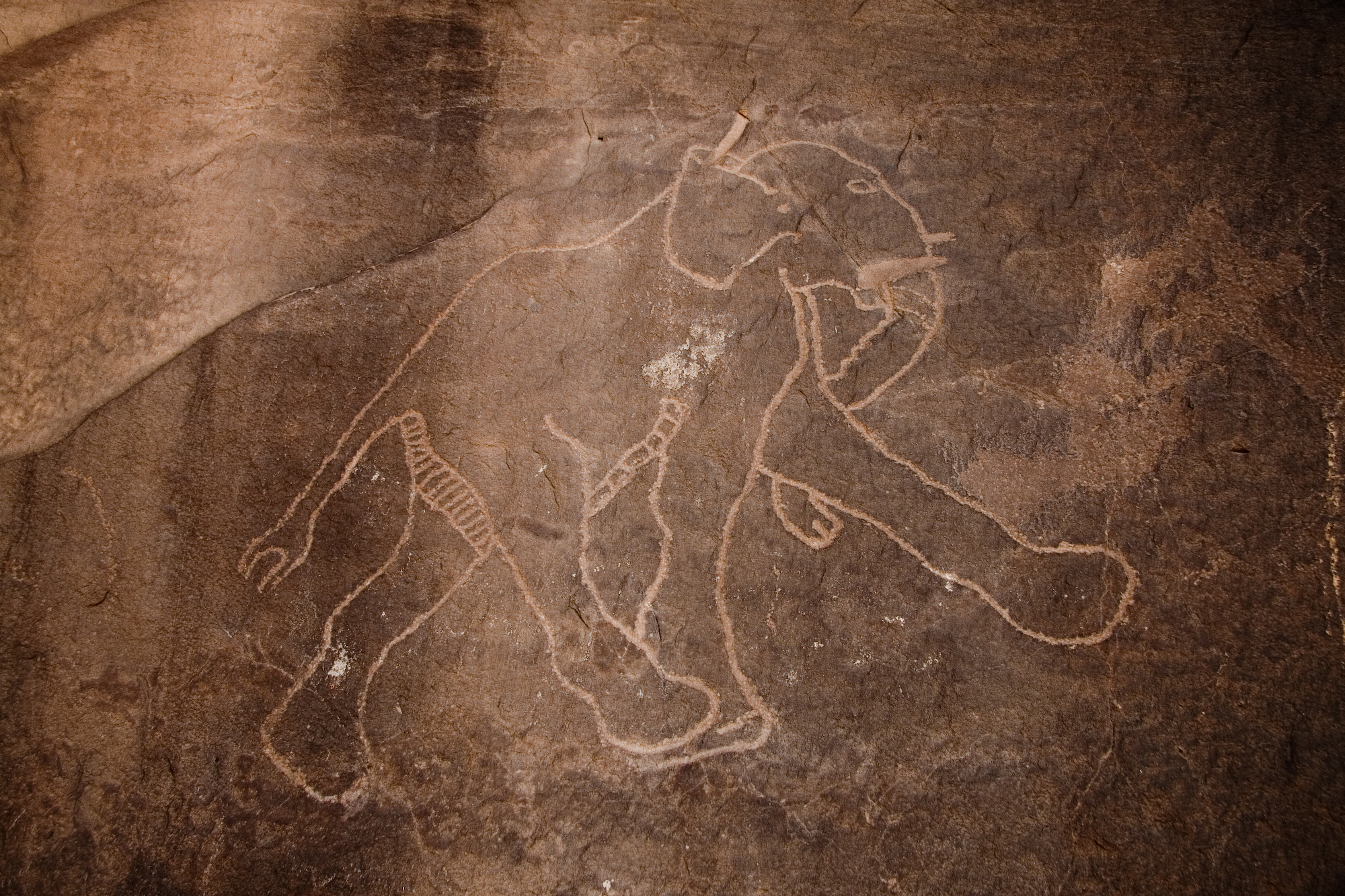
Наскельний малюнок слона в Тадрарт-Акакус

Період Бубалус створив роботи по всій Сахарі, з найкращими роботами, скульптурами реалістичних великих тварин, зосередженими в центральних високогір'ях. У період круглої голови переважають картини із зображенням людських форм дивної форми та небагато тварин, що свідчить про те, що художники були добувачами їжі. Можливо, ці художники створювали наскельні малюнки за 2000 років до одомашнення. Ці роботи здебільшого обмежені районами Тассілі-н'Адджер та Тадрарт-Акакус. На деяких роботах зображені фігури, озброєні луками, біля стад худоби та возз'єднання біля худоби. Круглі голови знайдені в Тассілі, Джебель-Увейнат і Еннеді, що може вказувати на подібні культури цих популяцій.
Інші тварини, представлені в мистецтві періоду круглої голови — бегемоти, слони і бикові. Також представлені такі тварини, як антилопи та муфлони; під час розкопок в археологічних пам'ятках були знайдені залишки фауни. Близько 90 % мистецтва періоду круглої голови  — це зображення тварин. Наприкінці періоду з'являються зображення домашніх тварин, а також декоративний одяг і головні убори. Деякі одомашнені тварини — велика рогата худоба з родини Бикових.
Мистецтво пасторального періоду було більше зосереджено на домашніх сценах, зокрема на скотарстві та танцях. Також знайшли відображення сцени полювання на муфлона. На відміну від мистецтва періоду круглої голови, лук має відношення до пасторального мистецтва, оскільки в цей час зображувалися сцени полювання. Пасторальні фігури видно на тій самій стіні з мистецтвом періоду круглих голів, за винятком того, що вони розташовані вздовж межі. Можливо, збиральники рослин поважали попередні твори мистецтва і не зафарбовували фігури. Якість малюнків знизилася, оскільки фігури стали більш спрощеними.
Період коней почався у східній Сахарі і поширився на захід. Зображення цього періоду включають різьблення та малюнки коней, колісниць і воїнів із металевою зброєю, хоча також часто зустрічаються зображення дикої природи, наприклад жирафів. Людей, як правило, зображені стилізовано. Деякі образи колісниць нагадують храмове різьблення стародавнього Єгипету. Іноді художні панелі супроводжуються написами алфавітом Тифінаг, який все ще використовується берберами там туарегами сьогодні; однак сучасні туареги, як правило, не можуть прочитати ці написи. Останній період верблюдів демонструє різьблення та картини, на яких переважають верблюди, але також містяться люди з мечами, а пізніше — рушницями; мистецтво цього часу відносно грубе.

### Північна Африка

#### Лагуат,Алжир

Наскельні малюнки Сіді Махлуф
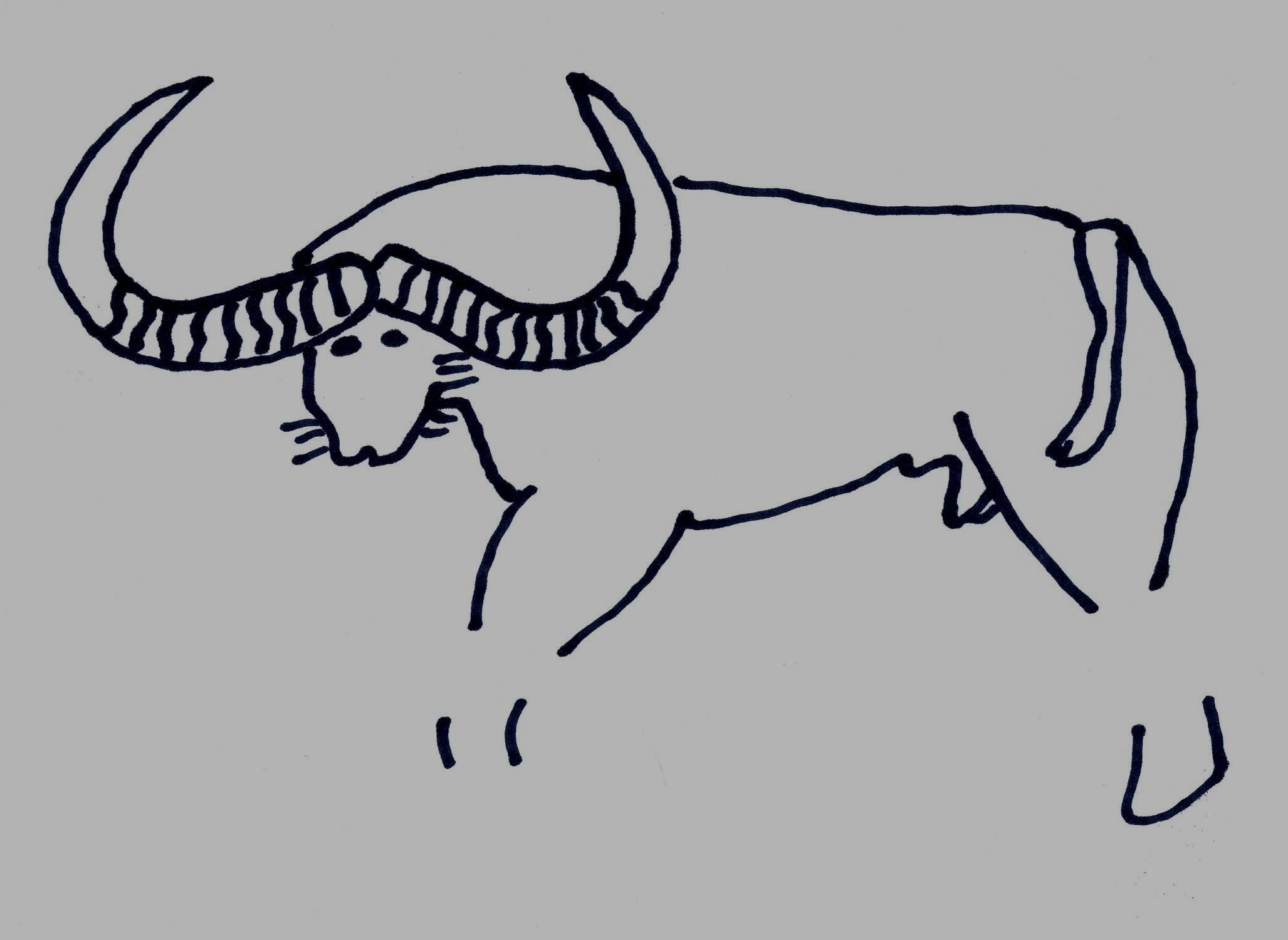
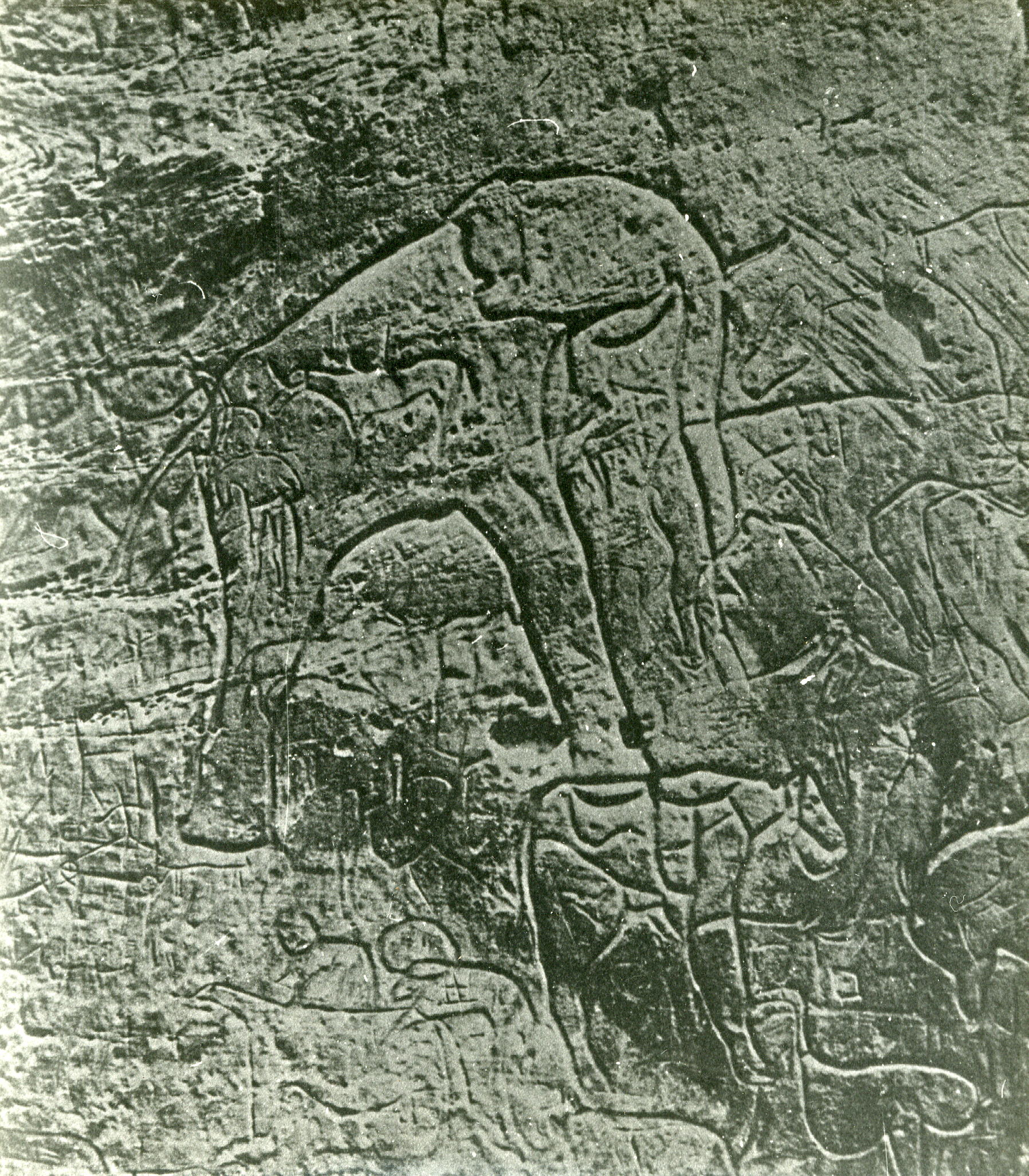

Наскельні різьблення Ель Гіча
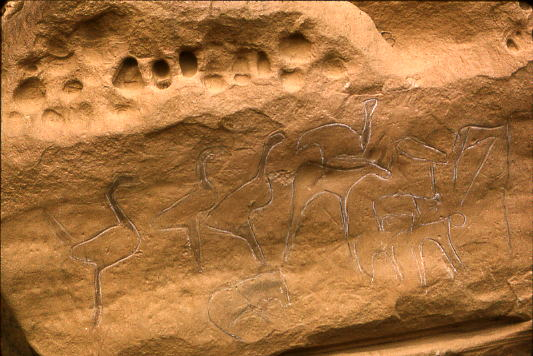
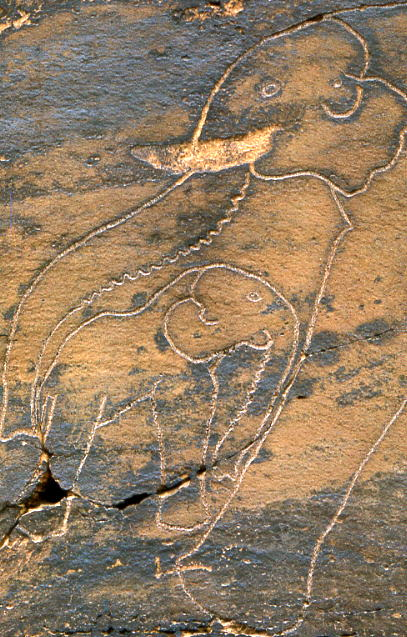
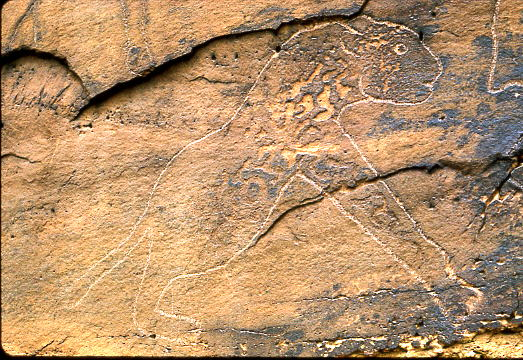
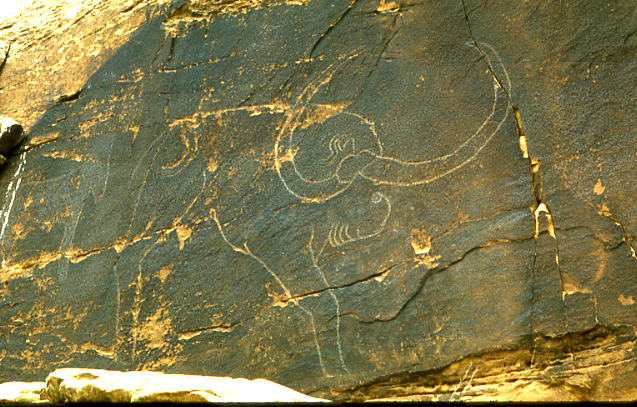

- Наскельні малюнки Сіді Махлуф[en]

- Наскельні різьблення Ель Гіча[en]

## Американський континент

### Північна Америка

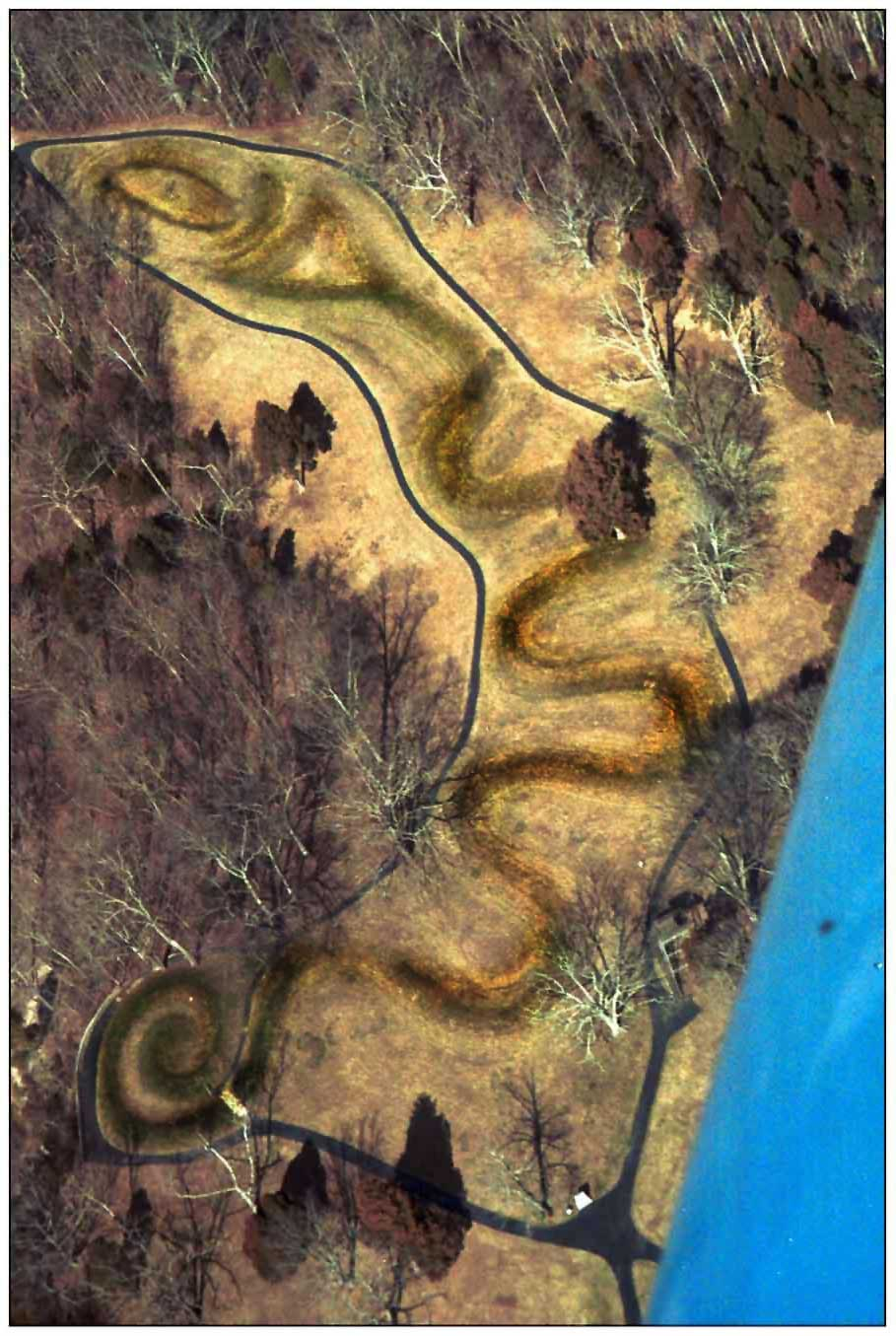
Серпент-Маунд, 411-метровий (1348 футовий) фігурний курган в окрузі Адамс, Огайо, прибл. 1070 рік нашої ери

Найстарішим відомим мистецтвом в Америці є кістка Веро-Біч (можливо, кістка мамонта), яка належить до літичного періоду і містить вигравійований профіль мамонта, що крокує, який датується 11 000 роком до нашої ери. Найдавнішим відомим розмальованим об'єктом в Америці є місце вбивства зубрів Купер яке датується періодом з 10 900 до 10 200 років до нашої ери.

### Мезоамерика

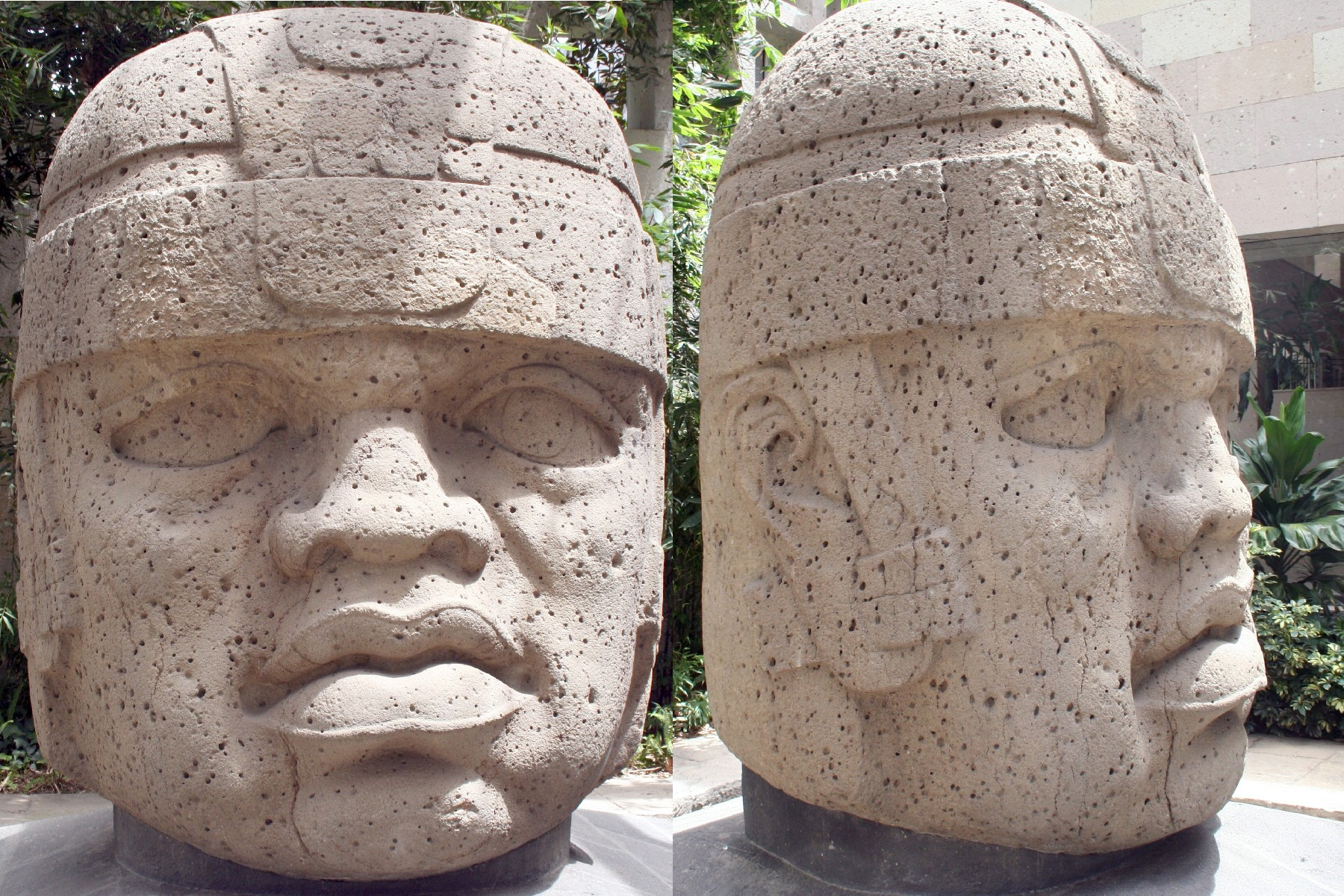
Кам'яна голова ольмеків

Стародавня «посудина для птахів» і чаша ольмеків, обидві керамічні, датуються приблизно 1000 р. до н. е., так само як і інші керамічні вироби, були виготовлені в печах, здатних створювати температуру вище приблизно 900 °C. Єдина інша доісторична культура, про яку відомо відомо, що вона досягала таких високих температур, була культура Стародавнього Єгипту.
Значна частина мистецтва Ольмеків дуже стилізована та використовує іконографію, що відображає релігійне значення творів мистецтва. Деяке мистецтво ольмеків, однак, є напрочуд натуралістичним, демонструючи точність зображення людської анатомії, яку в доколумбовому Новому Світі можна було порівняти лише з найкращим мистецтвом класичної епохи майя. Мистецькі форми ольмеків підкреслюють монументальні статуї та невелике різьблення з нефриту. Загальну тему можна знайти в зображеннях божественного ягуара. Статуетки ольмеків також були знайдені у великій кількості протягом свого періоду.

### Південна Америка
Мистецтво епохи каменю в Південній Америці включає наскельні малюнки культури Монте-Алегрі, створені в печері Педра Пінтада, датовані 9250–8550 рр. до н. е.. Печера Гітарреро в Перу містить найдавніші відомі текстильні вироби в Південній Америці, датовані 8000 роком до нашої ери.

#### Перу і центральні Анди

##### Літичний і до-керамічний періоди

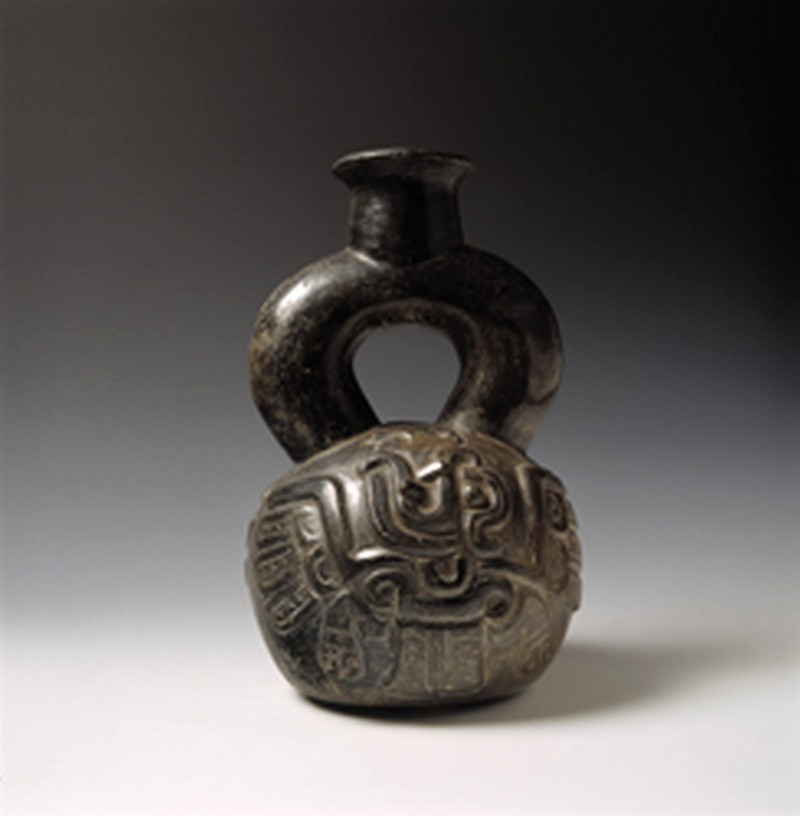
Керамічна Стременчаста посудина з носиком Купініск 1250 р. до н. е. з музею Ларко

Перу, включаючи територію центральних Анд, що тягнеться від північної частини країни до північного Чилі, має багату культурну історію, з доказами проживання людини приблизно 10 000 років до нашої ери. До появи кераміки в цьому регіоні приблизно в 1850 р. до н. е. тут знаходили наскельні малюнки та намистини. Ці знахідки включають наскельні малюнки, які спірно датуються 9500 роком до нашої ери в печерах Токепала. Місця поховання в Перу, такі як, наприклад, в Телармачаї, датуються 8600–7200 рр. до н. е., містили докази ритуального поховання з червоною охрою та намистами з бісеру.
Найбільш рання кераміка, яка з'являється в Перу, можливо, була імпортована з регіону Валідівія; місцеве виробництво кераміки майже напевно з'явилося у високогір'ї близько 1800 р. до н. е. у Котоші та на узбережжі в Ла-Флориді бл. 1700 рік до нашої ери. Старіші посудини-калебас із випаленими в них людськими обличчями були знайдені в Уака-Прієта, в місці, що датується 2500—2000 роками до нашої ери. Уака-Прієта також містила деякі ранні візерунчасті та пофарбовані текстильні вироби зі скручених рослинних волокон.

##### Початковий період і Перший Горизонт

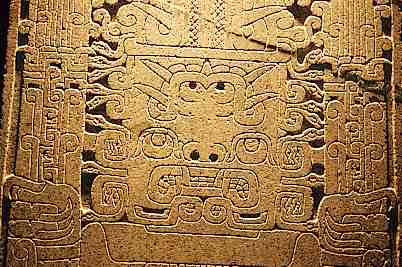
Зображення божества Лансонна великій стіні в Чавін-де-Уантар, місці Першого Горизонту

Початковий період у культурах Центральних Анд тривав приблизно з 1800 до н. е. до 900 р. до н. е. Тканини того часу, знайдені в Уака-Прієта, відрізняються дивовижною складністю, включаючи зображення крабів, чиї клешні перетворюються на змій, і двоголових птахів. Багато з цих зображень схожі на оптичні ілюзії, де зображення, яке домінує, частково залежить від того, що глядач вирішить побачити. Інші пересувні твори мистецтва того часу включають декоровані дзеркала, прикраси з кісток і раковин, а також жіночі опудала з необпаленої глини. Громадську архітектуру, включаючи роботи, які, за оцінками, вимагають переміщення понад 100 000 тонн каменю, можна знайти в таких місцях, як Котош, Храм вогню в Перу та Ла-Гальгада (археологічна пам’ятка). Котош, пам'ятка археології на високогір'ї Анд, особливо відоме як місце Храму схрещених рук, у якому є два рельєфи схрещених передпліч, одна пара чоловічих, одна пара жіночих. Також варто відзначити одне з найбільших церемоніальних місць Південної Америки, Сечін Альто. Вінцем цієї роботи є дванадцятиповерхова платформа з каменями, вирізаними на військову тематику. Архітектура та мистецтво гірських районів, зокрема, заклали основу для піднесення культури Чавін.
Культура Чавін домінувала в центральних Андах під час періоду Першого Горизонту, починаючи приблизно з 900 р. до н. е., і загалом поділяється на два етапи. Перший, який тривав приблизно до 500 р. до н. е., являв собою значне культурне об'єднання гірської та прибережної культур того часу. Зображення в усіх видах мистецтва (текстиль, кераміка, ювелірні вироби та архітектура) іноді включали фантастичні образи, такі як ягуари, змії та людино-тваринні композиції, багато з яких, здавалося, були натхненні джунглями на сході.
Пізніший етап культури Чавін в основному представлений значним архітектурним розширенням пам'ятки Чавін-де-Уантар приблизно в 500 р. до н. е., що супроводжувалося низкою стилістичних змін. Це розширення включало, серед інших змін, понад сорок великих кам'яних голів, реконструйоване положення яких символізує трансформацію людських образів у надприродні тварини. Значна частина іншого мистецтва комплексу того часу містить такі надприродні образи. Пересувне мистецтво, пов'язане з цим часом, включало складну обробку металів, включаючи сплавлення металів і паяння. Тканини, знайдені в таких місцях, як Карва, чітко зображують культурний вплив Чавіна, а стиль кераміки Купісніке, поширений культурою Чавін, встановить стандарти в усьому регіоні для пізніших культур. (Посудина, зображена у верхній частині цієї статті, хоча й належить до пізнішої культури Моче c, є репрезентативною для посудин із стремінним носиком Чавін).

##### Ранній проміжний період

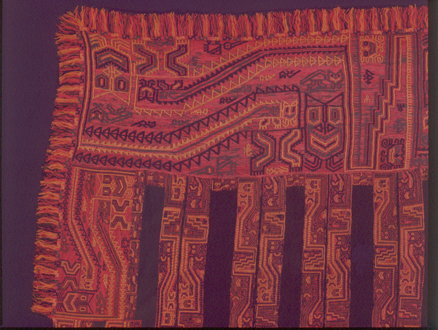
Мантія Паракаса, датована 200 роком нашої ери

Ранній проміжний період тривав приблизно з 200 р. до н. е. до 600 р. н. Наприкінці періоду Першого Горизонту культура Чавін почала занепадати, а інші культури, переважно в прибережних районах, почали розвиватися. Найдавнішою з них була культура Паракас, центром якої був півострів Паракас у центральному Перу. Культура Паракас датується періодом з 600 р. до н. е. до 175 р. до н., ранні роботи цієї культури явно демонструють вплив культури Чавін, але присутні місцевий характерний стиль і техніка. Стиль характеризувався технічною та трудомісткою деталізацією, візуальною барвистістю та великою кількістю візуальних елементів. Характерні технічні відмінності включають розпис на глині після випалу та вишивку на текстилі. Однією з помітних знахідок є мантія, яка явно використовувалася для тренувань; це демонструє очевидні ознаки того, що деякі спеціалісти виконували плетіння, упереміж з менш технічно досвідченою роботою новачків.

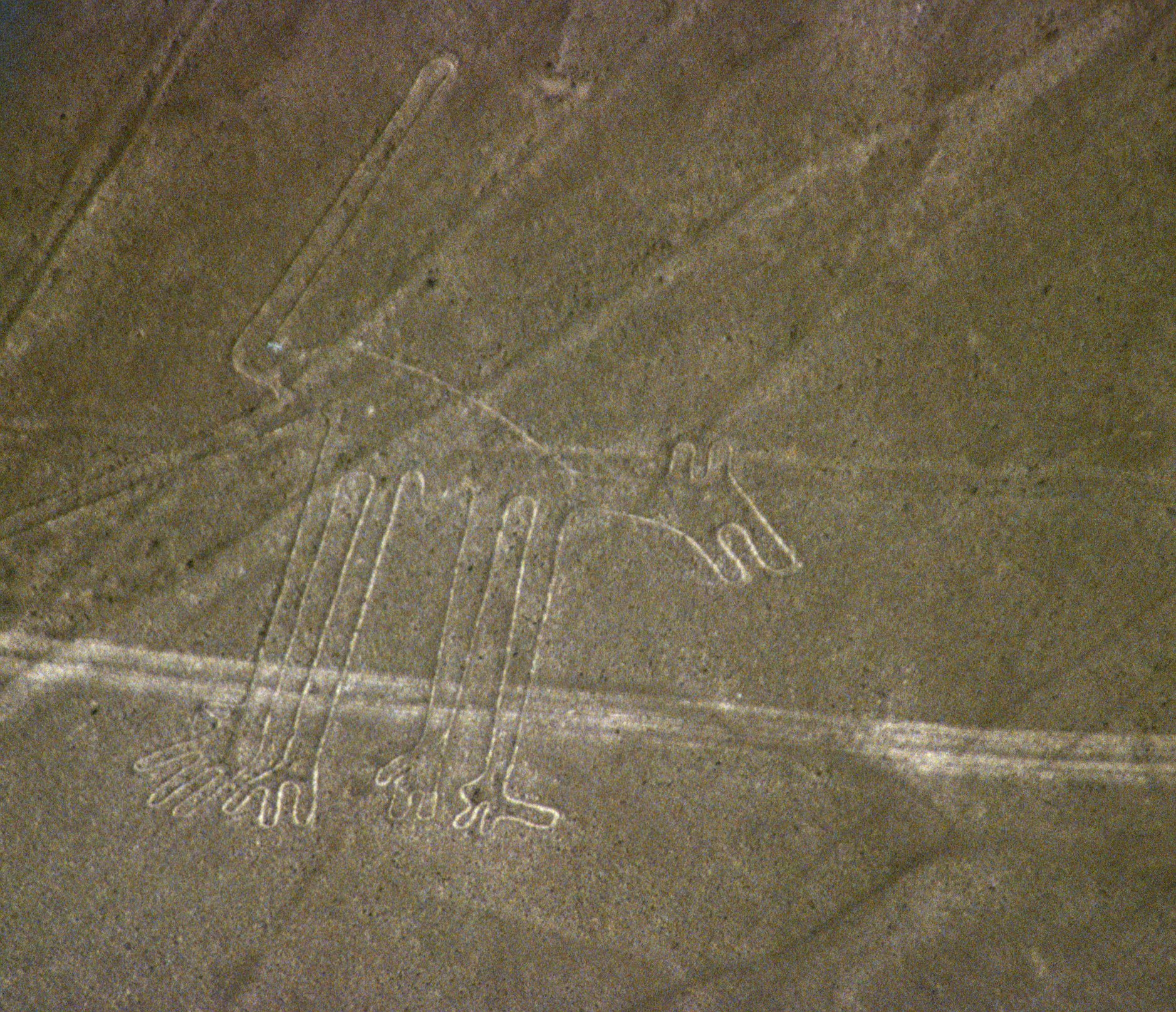
Фігура геогліфів Наски, відома як Собака

Культура Наска в південному Перу, яка широко відома завдяки величезним фігурам, прокресленим на землі геогліфами Наска в південному Перу, мала деякі подібності з культурою Паракас, але методи (і масштаб) відрізнялися. Наска розписували кераміку шлікером, а також розписували текстиль. Кераміка Наска представляла широкий спектр сюжетів, від повсякденних до фантастичних, включаючи утилітарні посудини та фігури. Наска також досягли успіху в обробці золота і робили сопілки з глини в стилі, мало схожому на сопілки, які сьогодні можна почути в музиці Анд.
Відомі лінії Наска супроводжуються спорудами, схожими на храми (без ознак постійного проживання) і відкритими площами, які, імовірно, мали ритуальні цілі, пов'язані з лініями. Самі лінії створені поверх чогось на зразок природної дошки, де тонкий шар темного каменю покриває світліший камінь; таким чином, лінії були створені шляхом простого видалення верхнього шару, де потрібно, після використання методів геодезії для нанесення дизайну.

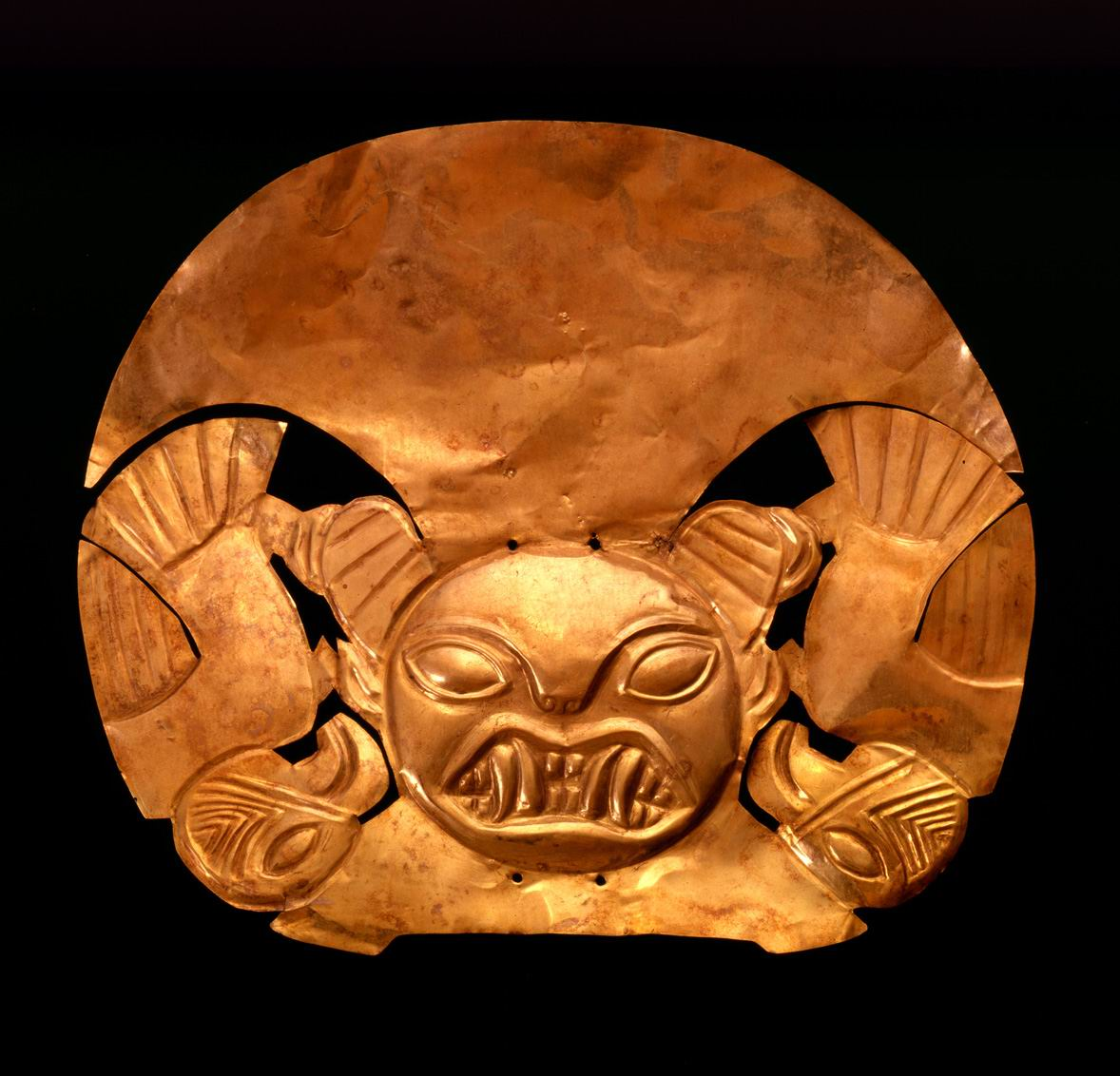
Золотий головний убір Моче із зображенням кондора

На півночі Перу в цей час домінувала культура Моче. Ця войовнича культура, також відома як Мочіка або Раннє Чіму, домінувала в цій території приблизно до 500 року нашої ери, вочевидь, використовуючи завоювання, щоб отримати доступ до найважливіших ресурсів уздовж узбережжя пустелі: ріллі та води. Мистецтво моче знову є помітним, виразним і динамічним у спосіб, яким не були багато інших андських культур. Знання про цей період були значно розширені завдяки знахідкам, таким як незаймані королівські гробниці в Сіпані.
Моче явно увібрали деякі елементи культури Чавін, але вони також увібрали ідеї менших сусідніх культур, які вони асимілювали, таких як культура культура Рекуай та Вікус. Вони створювали повністю скульптурні керамічні фігурки тварин, обробляли золото та ткали текстиль. Мистецтво часто представляло повсякденні образи, але, як здавається, завжди з ритуальним наміром.
У пізніші роки Моче потрапили під вплив імперії Уарі, яка розширювалася. Видається ймовірним, що місце Серро Бланко в Уака-дель-Соль було столицею Моче. Значною мірою зруйноване природними явищами близько 600 р. н. е., місце було додатково пошкоджено іспанськими конкістадорами, які шукали золото, і руйнація продовжується сучасними грабіжниками.

##### Середній Горизонт

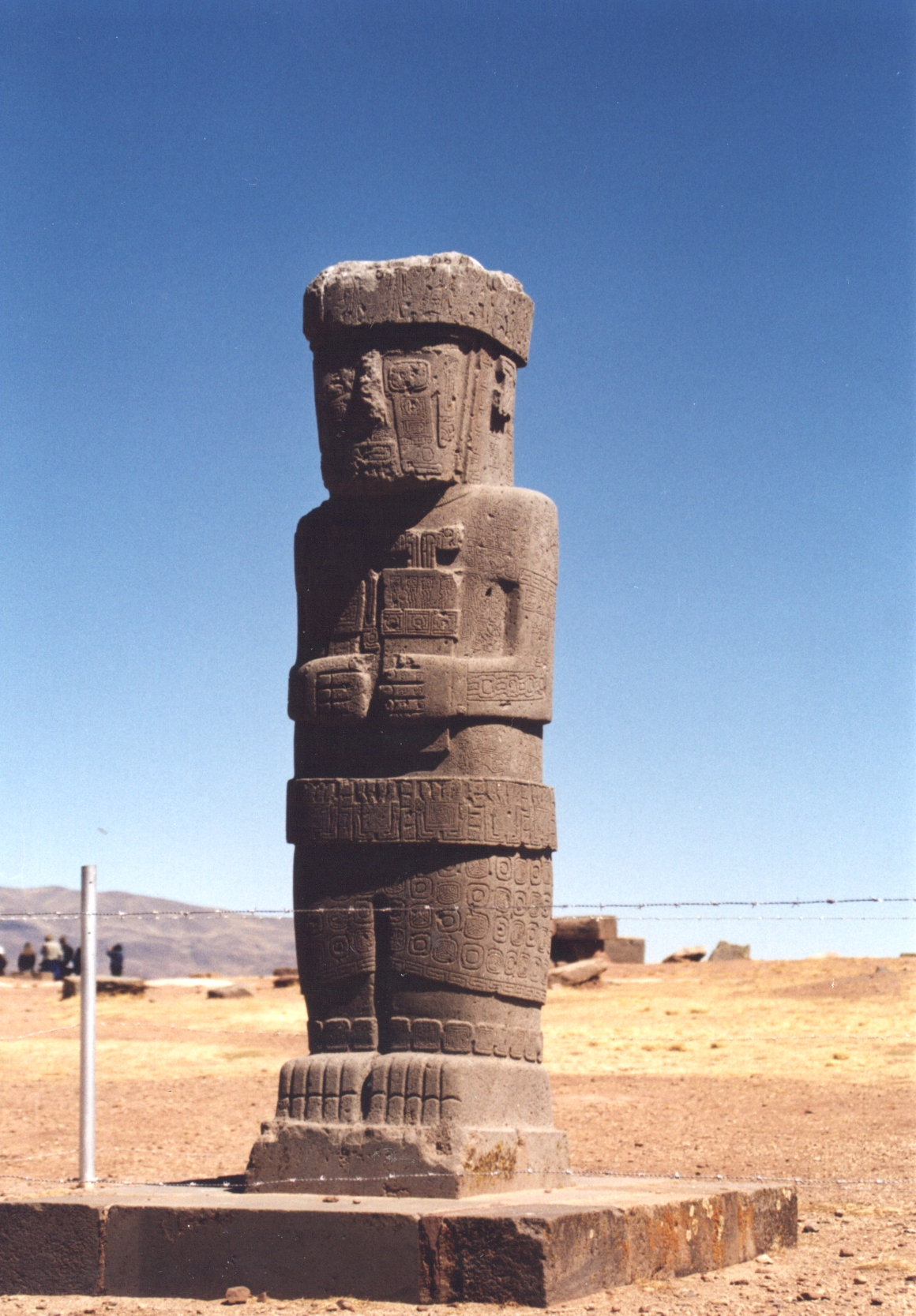
Моноліт Понсе в дворі храму Тіуанако Каласасая, який знаходиться на нижчому рівні, ніж навколишня територія

Середній Горизонт тривав з 600 р. до 1000 р. н. е. і в ньому домінували дві культури: Уарі та Тіаванако. Культура Тіаванако (інша назва Тіахуанако) виникла біля озера Тітікака (на сучасному кордоні між Перу та Болівією), тоді як культура Уарі виникла на півдні високогір'я Перу. Видається імовірним, що на обидві культури вплинула культура Пукара, яка діяла протягом раннього середнього періоду між первинними центрами Уарі та Тіаванако. Ці культури мали широкий вплив і мали деякі спільні риси у своєму переносному мистецтві, але їх монументальне мистецтво було дещо відмінним.
Монументальне мистецтво Тіаванако продемонструвало технічну майстерність у обробці каменю, включаючи тонкі деталізовані рельєфи та моноліти, такі як моноліт Понсе (див. фото) і Ворота Сонця, обидва розташовані на головному місці Тіаванако. Переносне мистецтво представляло «портретні посудини» з фігурними головами на керамічних посудинах, а також природні образи, такі як ягуари та хижі птахи. У творчих починаннях використовувався широкий спектр матеріалів, від кераміки до текстилю, дерева, кістки та мушлі. Тканини з переплетенням 300 ниток на дюйм (80 ниток на см) були знайдені на місцях Тіаванако.

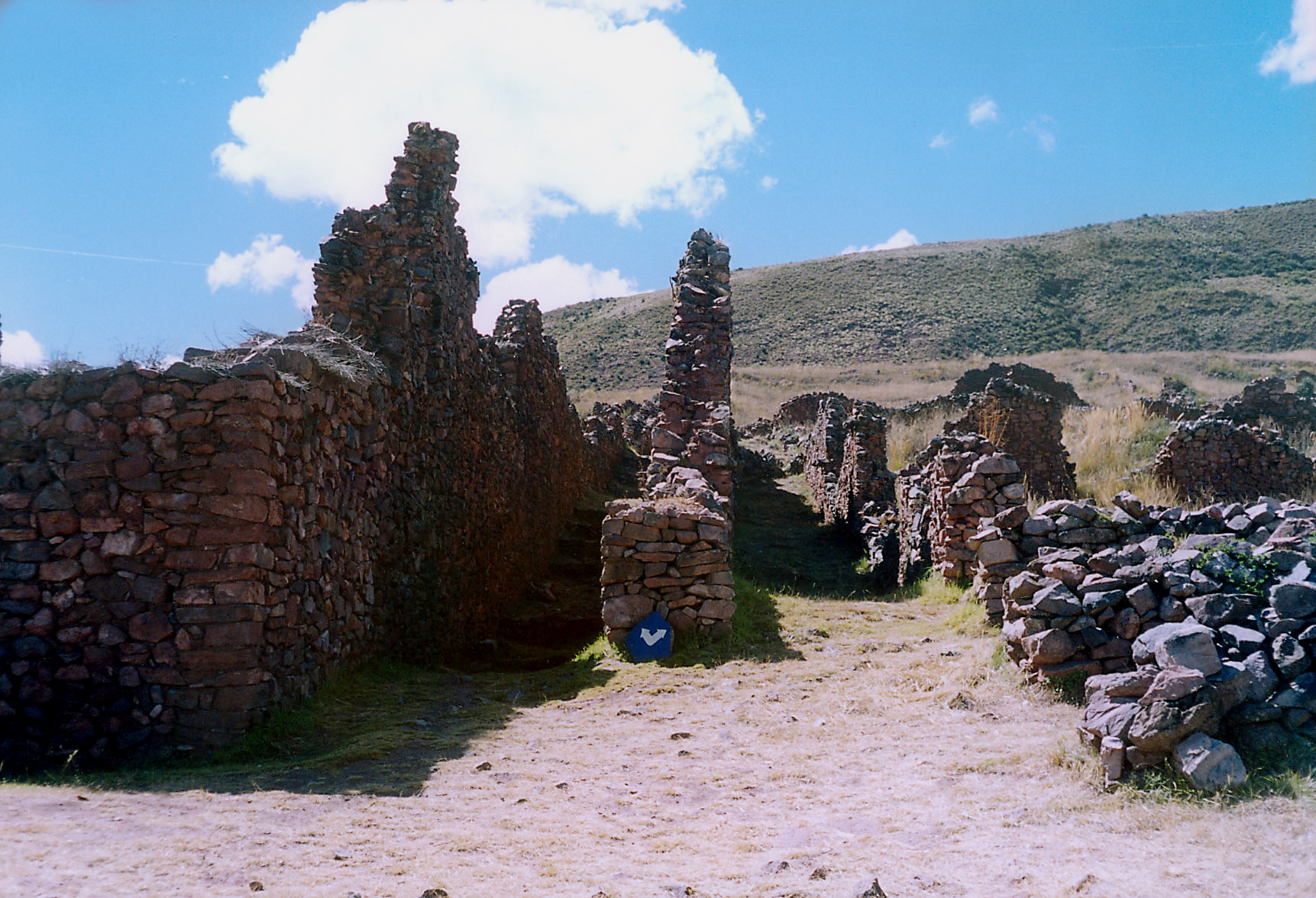
Руїни Пікілакта, місце культури Уарі

Уарі домінували на території від північного до центрального Перу, з їхнім головним центром поблизу Аякучо. Їх мистецтво відрізняється від стилю Тіаванако використанням яскравіших кольорів і візерунків. Примітними серед знахідок Уарі є гобеленовий одяг, який, імовірно, виготовлявся для носіння священиками чи правителями, часто з абстрактними геометричними візерунками значної складності, а також із зображеннями тварин і фігур. Кераміка Уарі, також високої технічної якості, багато в чому схожа на кераміку попередніх культур, де місцеві впливи занепалих культур, як-от Моче, є очевидними. Металеві вироби, хоча й рідко зустрічаються через те, що вони подобаються грабіжникам, демонструють елегантну простоту та високий рівень майстерності.

##### Пізній проміжний період
Після занепаду Уарі та Тіаванако у північних та центральних прибережних районах певною мірою доміновала культура Чимор, яка включала відомі субкультури, такі як культури Ламбаєке (або Сікан) та Чанкай. На півдні прибережні культури домінували в регіоні Іка, і було значне культурне перехрестя в місті Пачакамак, поблизу Ліми. Ці культури домінували приблизно з 1000 р. н. е. до 1460-х і 1470-х років, коли імперія Інків почала формуватися і з часом поглинула географічно менші сусідні культури.
Культури Чимор та Сікан

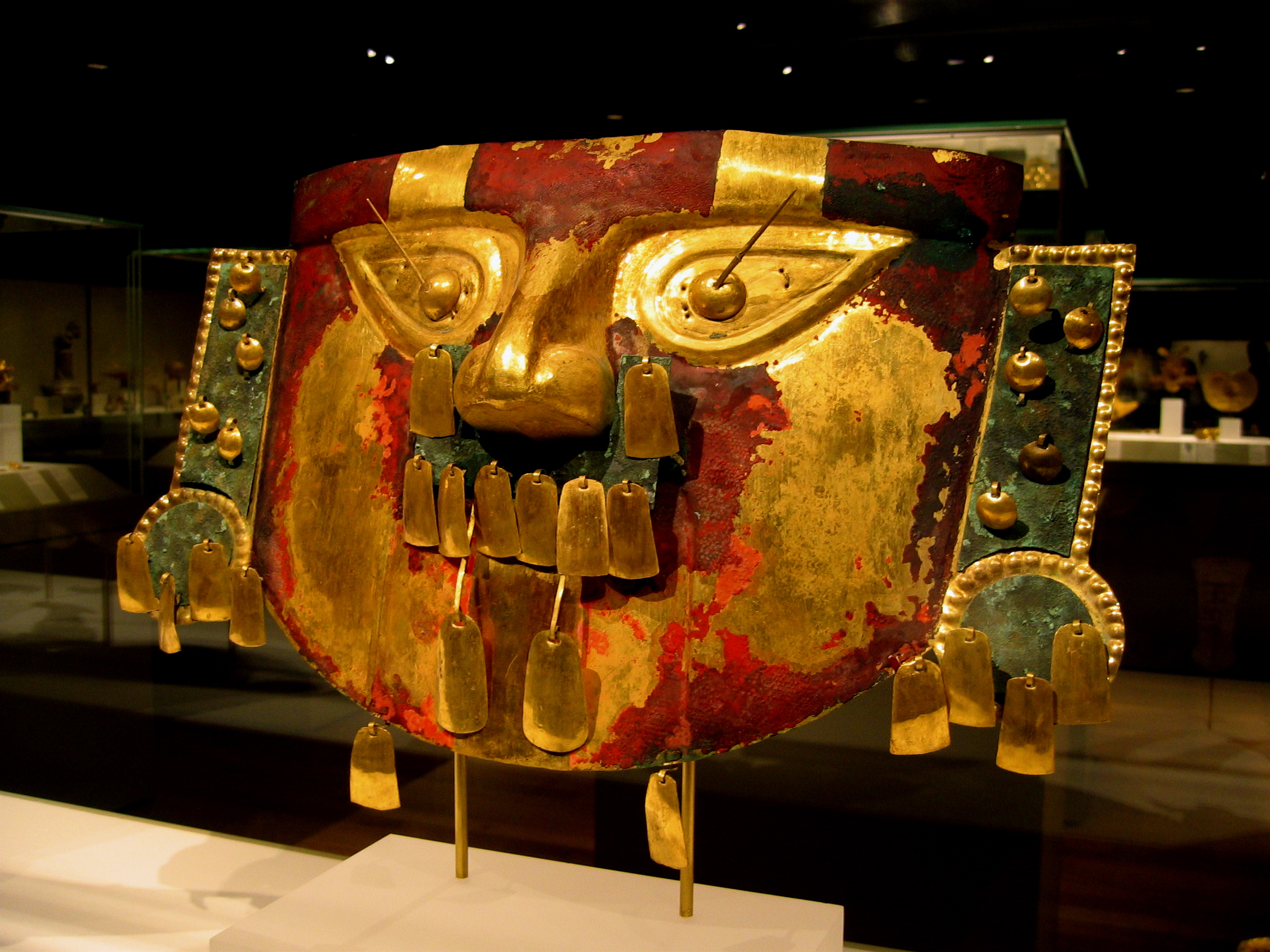
Похоронна маска Сікан, Музей мистецтва Метрополітен

Культура Чимор, зокрема, відповідальна за надзвичайно велику кількість творів мистецтва. Складається враження, що її столиця, Чан-Чан, містила будівлі, які функціонували як музеї — видається імовірним, що вони використовувалися для демонстрації та збереження творів мистецтва. Значна частина творів мистецтва Чан-Чана була пограбована, частково іспанцями після іспанського завоювання. Мистецтво того часу часом демонструє дивовижну складність із «мультимедійними» роботами, які вимагають спільної роботи митців у різноманітних галузях, включно з матеріалами, які, як вважають, походять навіть із Центральної Америки. Виготовлялися предмети, що набували дедалі більшої пишності чи цінності, очевидно, у міру того, як суспільство дедалі більше розшарувалося. У той же час якість деяких робіт знизилася, оскільки попит на деталі підштовхнув темпи виробництва вгору, а вартість знизилася.
Культура Сікан процвітала з 700 р. н. е. до приблизно 1400 р. н. е., хоча приблизно в 1100 р. н. е. вона потрапила під політичне панування Чимор, і в цей період багато митців могли переїхати до Чан-Чан. Представники культури Сікан займалися обробкою міді, включно, як здається, створенням різновида валюти на основі мідних предметів, схожих на сокири. Мистецтво включає поховальні маски, мензурки та металеві посудини, які попередні культури традиційно виготовляли з глини. Обробка металу Сікан була особливо витонченою, з інноваціями, включаючи карбування та інкрустацію раковинами. Листовий метал також часто використовувався для покриття інших робіт.
Чільне місце в іконографії Сікану займає сіканське божество, яке з'являється на всіх видах творів, від портативних до монументальних. Інші зображення включають геометричні та хвильові візерунки, а також сцени риболовлі та занурення за раковинами.
Культура Чанкай
Культура Чанкай, до того як її поглинула культура Чимор, не відрізнялася помітним монументальним мистецтвом. Виготовлялась кераміка та текстиль, але якість і рівень майстерності були неоднаковими. Кераміка, як правило, виконувалась чорним коліром на білому фоні, і часто мала недоліки, такі як поганий випал і краплі суспензії, які використовувались для кольору; однак також інсують і гарні приклади. Текстиль загалом був вищої якості, включаючи використання розписних переплетень і технік гобеленів, і вироблявся у великих кількостях. Палітра кольорів Чанкай не була надто сміливою: переважають золотий, коричневий, білий і червоний.
Пачакамак
Пачакамак — це храмове місце на південь від Ліми, Перу, яке було важливим центром паломництва в іспанські колоніальні часи. Це місце може похвалитися храмовими спорудами кількох періодів, кульмінацією яких є споруди інків, які все ще перебувають у відносно хорошому стані. Храми були розписані фресками із зображенням рослин і тварин. Головний храм містив різьблену дерев'яну скульптуру, схожу на тотемний стовп.
Культура Іка
Регіон Іка, в якому домінували Наска, був роздроблений на кілька менших політичних і культурних груп. Кераміка, вироблена в цьому регіоні, була найвищої якості на той час, і її естетику перейняли інки, коли вони завоювали територію.

##### Пізній Горизонт і культура Інків

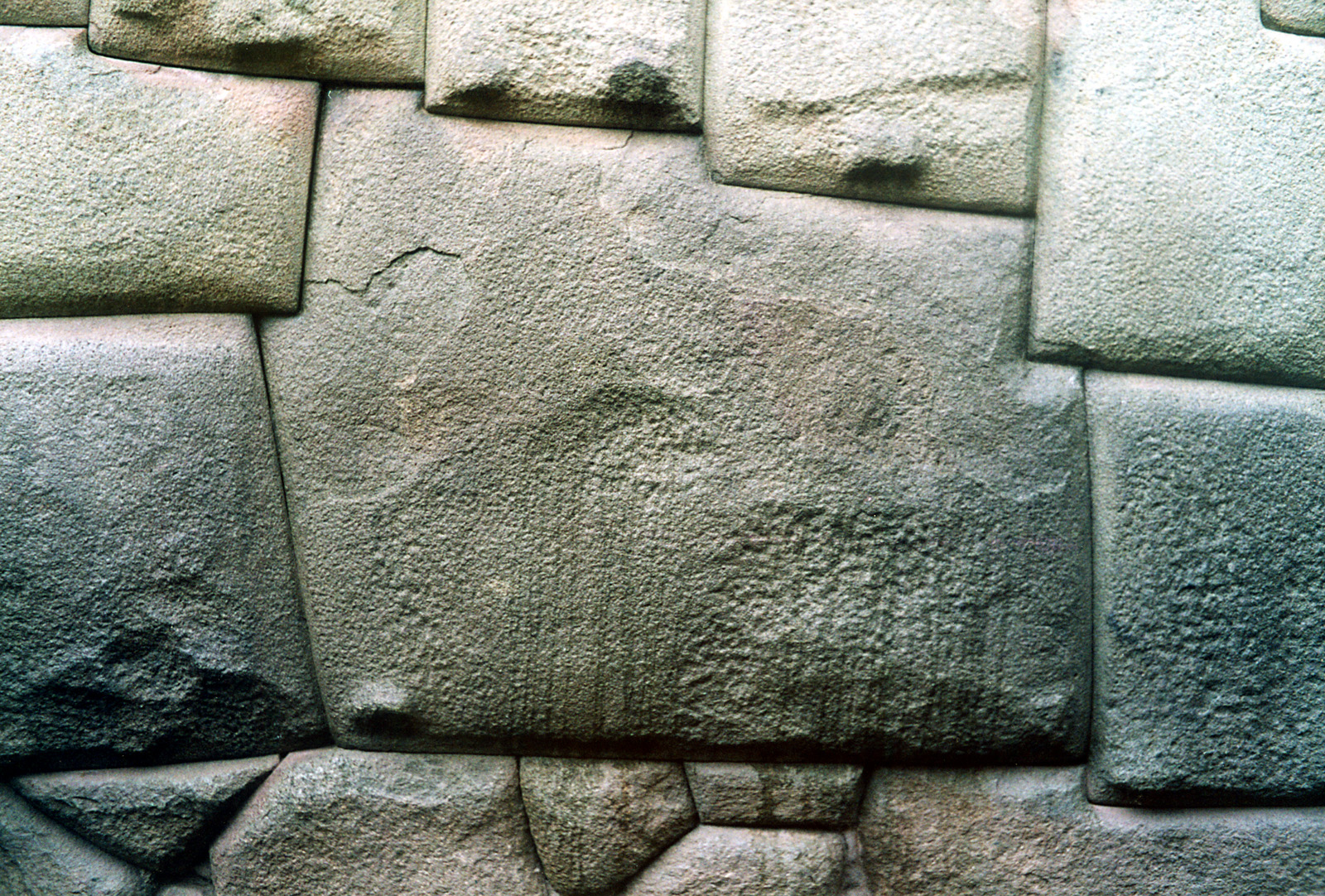
Дванадцятикутний камінь на вулиці Хатун Румійок у Куско є прикладом кладки інків.

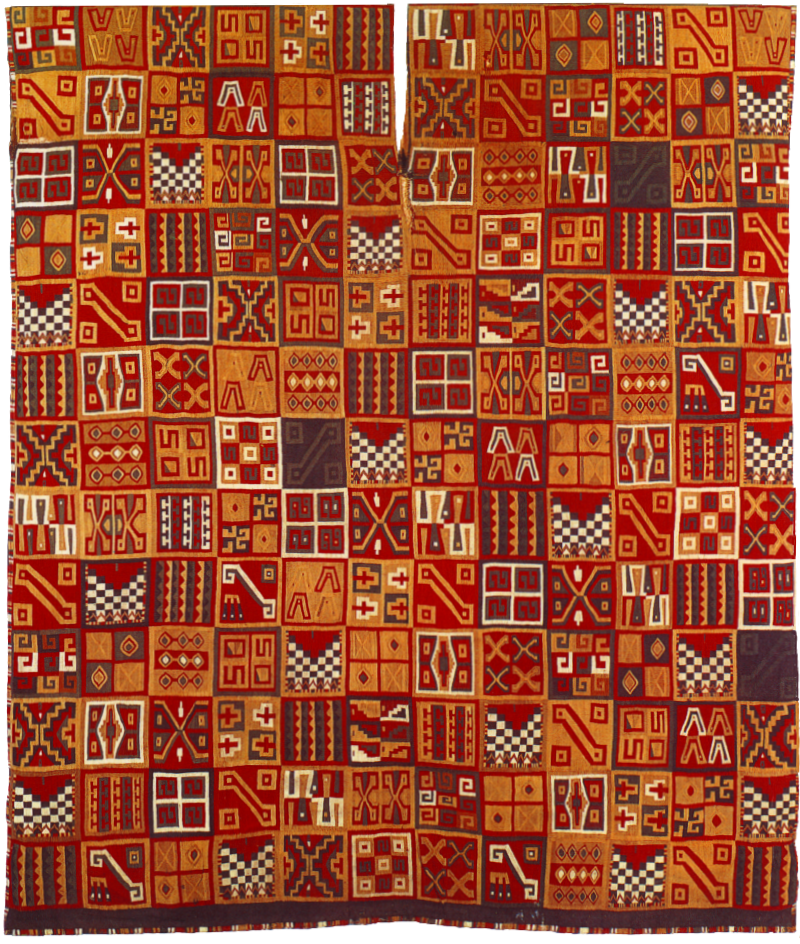
Туніка періоду інків

Цей період представляє епоху, коли культура центральних Анд майже повністю перебуває під домінуванням імперії Інків, яка почала свою експансію в 1438 році. Період тривав до іспанського завоювання in 1533 році. Інки засвоїли багато технічних навичок із культур, які вони завоювали, і поширили їх разом зі стандартними формами та візерунками по всій території свого впливу, яка простягалася від Кіто, Еквадор до Сантьяго, Чилі. Кам'яна обробка інків є особливо майстерною; гігантські камені вставлені так щільно без розчину, що лезо ножа не поміститься в щілину. Багато монументальних споруд інків навмисно повторювали природне середовище навколо них; це особливо очевидно в деяких спорудах Мачу-Пікчу. Інки заклали місто Куско у формі пуми з головою пуми в Саксайвамані, форму, яку все ще можна помітити на аерофотознімках міста сьогодні.
Іконографія мистецтва інків, незважаючи на те, що вона явно запозичує у багатьох своїх попередників, все ще впізнавано Інка. Вироби з бронзи явно запозичують у Чимор, як і ряд культурних традицій: найкращі товари були зарезервовані для правителів, які носили найкращий текстиль, їли й пили із золотих і срібних посудин. Як наслідок, металеві вироби інків були відносно рідкісними та очевидним джерелом грабіжництва для іспанців-завойовників.
Текстиль широко цінувався в імперії, частково через те, що він був дещо більш портативним у імперії великіх розмірів.
Кераміка виготовлялася у великих кількостях і, як і з іншими виробами, у стандартизованих формах і візерунках. Однією з поширених форм є урпу, характерна форма урни, яка випускалася в широкому діапазоні стандартних місткостей, подібно до сучасних контейнерів для зберігання. Незважаючи на цю стандартизацію, багато місцевих територій зберегли деякі відмінні аспекти своєї культури у творах, які вони створили; кераміка, вироблена в районах, що перебували під значним контролем Чимор до правління інків, все ще зберігає характеристики, що вказують на цей стиль.
Після іспанського завоювання мистецтво центральних Анд зазнало значного впливу конфліктів і хвороб, принесених іспанцями. Мистецтво раннього колоніального періоду почало демонструвати вплив як християнства, так і релігійних і мистецьких ідей інків, і зрештою також почало охоплювати нові техніки, принесені завойовниками, зокрема олійний живопис на полотні.

#### Рання кераміка на півночі Південної Америки
Найдавніші свідчення прикрашеної кераміки в Південній Америці можна знайти в двох місцях. Різноманітні місця в регіоні Сантарем у Бразилії містять керамічні черепки, що датуються періодом між 5000 і 3000 роками до нашої ери. Пам'ятки в Колумбії, в Монсу і Сан-Хасінто містили зразки кераміки в різних стилях і датувались 3500 роком до н. е.. Це сфера активних досліджень, яка може змінюватися. Кераміку прикрашали криволінійними нарізами. Ще одна стародавня археологічна пам'ятка Пуерто Хорміга в департаменті Болівар, Колумбія, яка датується 3100 роком до нашої ери, містила фрагменти кераміки, які включали фігурки тварин у стилі, пов'язаному з пізнішими культурними знахідками Барранкоїдів у Колумбії та Венесуели. У Вальдівії, Еквадор також є місце, датоване приблизно 3100 роком до нашої ери, яке містить декоровані фрагменти, а також фігурки, багато з яких представляють оголених жінок. Вальдівійський стиль простягнувся на південь аж до північного Перу, і, за словами Лавалле, може містити більш давні артефакти.
К 2000 року до нашої ери виробництво кераміки стало очевидним у східній Венесуелі. Стиль Ла Грута, в якому кераміку часто розписували червоним або білим кольором, включав вирізані фігури тварин на кераміці, а також керамічні посудини у формі опудала тварин. Стиль Ранчо Пелудо в західній Венесуелі відрізнявся відносно простими текстильними прикрасами та розрізами. Знахідки в центральних Андах, що датуються 1800 роком до н. е. і пізніше, здається, походять від вальдівської традиції Еквадору.

#### Раннє мистецтво на сході Південної Америки
Відносно мало відомо про раннє заселення більшої частини Південної Америки на схід від Анд. Це пов'язано з відсутністю каменю (зазвичай необхідного для збереження довговічних артефактів) і середовищем джунглів, яке швидко переробляє органічні матеріали. За межами регіонів Анд, де мешканці були більш чітко пов'язані з ранніми культурами Перу, ранні знахідки зазвичай обмежуються прибережними районами та областями, де є оголення кам'яних виходів. У той час як існують докази проживання людини в північній Бразилії ще в 8000 р. до н. е., і існують наскельні малюноки невідомого (або в кращому випадку невизначеного) віку, кераміка, здається, є найдавнішими мистецькими артефактами. Бразильська цивілізація Міна (3000–1600 рр. до н. е.) мала прості круглі посудини з червоним малюнком, які були стилістичними попередниками пізніших культур Байї та Гаяни.

#### Південна частина Південної Америки
Південні райони Південної Америки демонструють докази проживання людини ще за 10 000 років до нашої ери. Місце в Арройо-ду-Фоссейс на пампі на півдні Бразилії надало надійні докази цього датування, а Вогняна Земля на південній частині континенту була заселена з 7000 р. до н. е.. Художні знахідки незначні; у деяких частинах Патагонії кераміку ніколи не виготовляли, її привезли лише через контакт з європейцями.

## Океанія

### Австралія

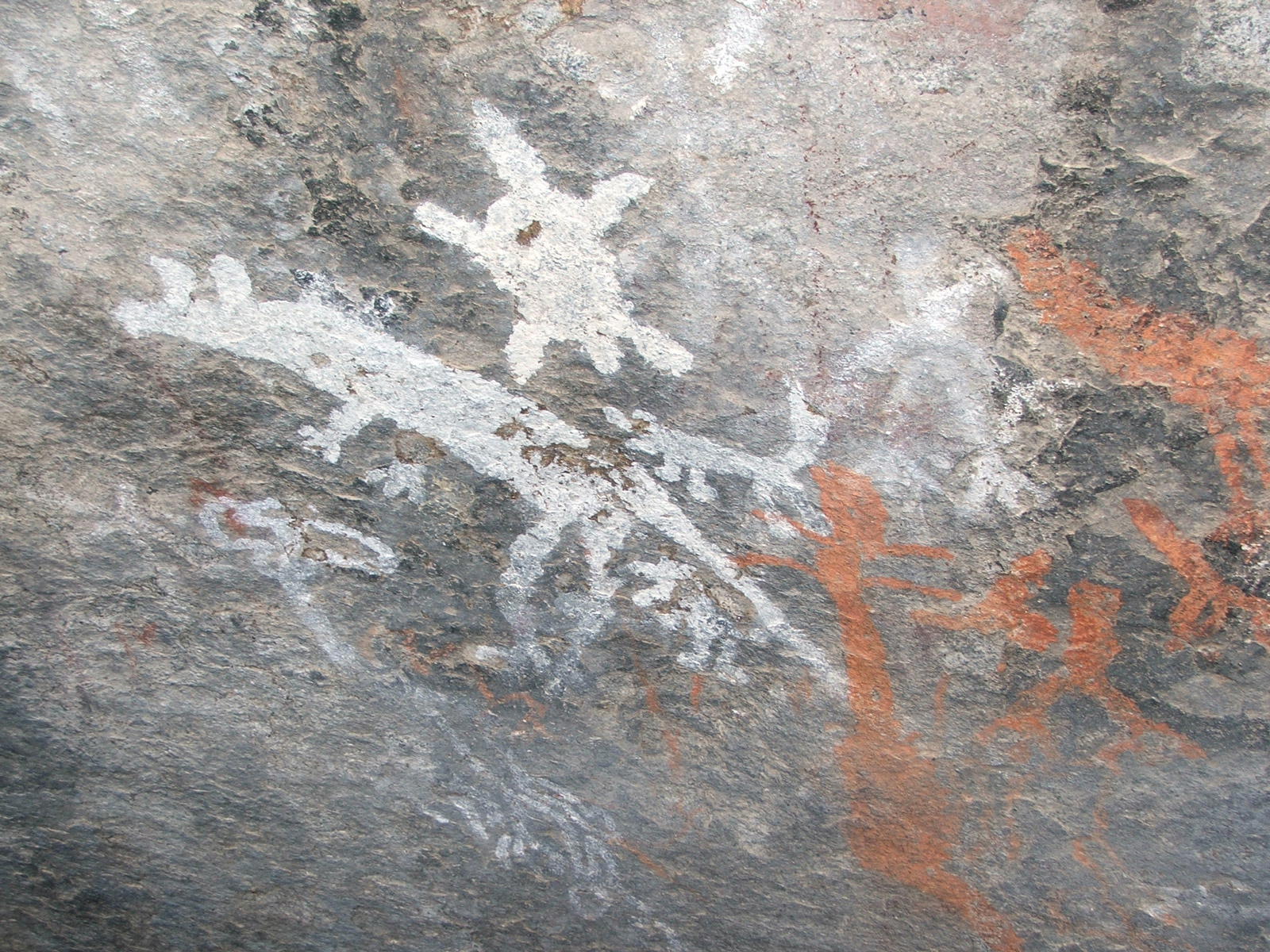
Наскельний малюнок у Національний парк Намадгі

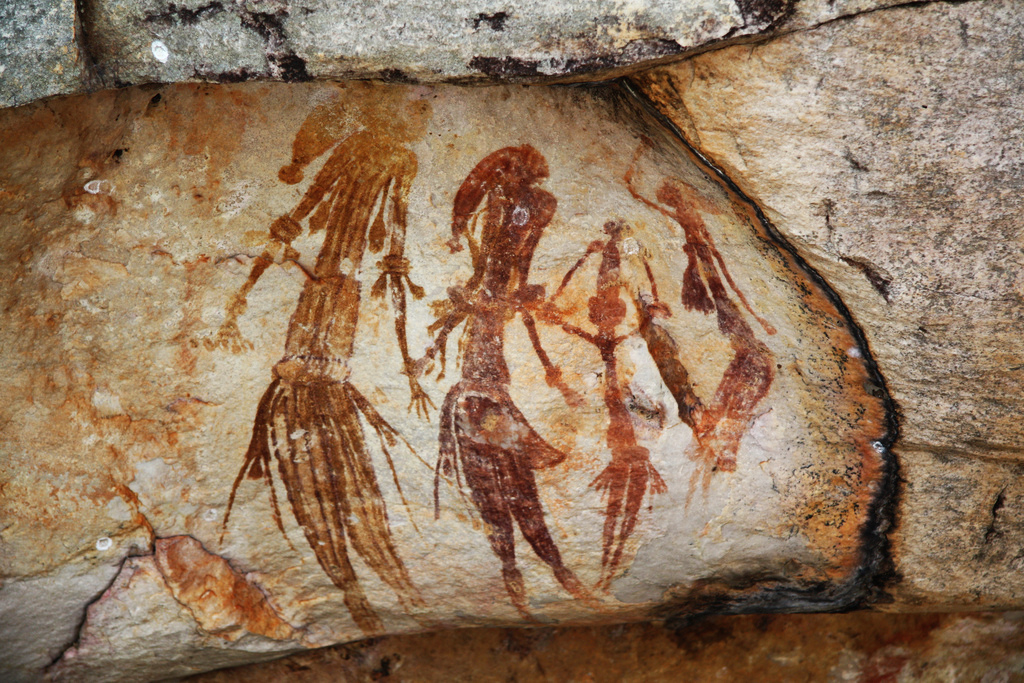
Наскельний малюнок Гвіон Гвіон, знайдений у північно-західному Кімберлі (Західна Австралія)

З найдавніших часів аборигени і мешканці острова Торресової протоки створювали самобутні зразки мистецтва. Значна частина мистецтва є тимчасовою, намальованою на піску чи на людському тілі, щоб проілюструвати місце, тотем чи культурну історію. Ранні твори мистецтва, що збереглися, — це переважно наскельні малюнки. Деякі з них називають рентгенівськими картинами, тому що на них зображені кістки та органи тварин, яких вони зображують. Деяке мистецтво аборигенів виглядає як абстрактне для сучасних глядачів; мистецтво аборигенів використовує геометричні фігури, крапки та лінії, щоб подати історію, яка розповідається.
Наскельний малюнок Гвіон Гвіон — це один із багатьох стилів наскельного мистецтва, поширених у Західній Австралії. Це переважно людські фігури, намальовані в дрібних деталях із точним анатомічним пропорціями. Зазвичай їхній вік оцінюють як щонайменше 17 000 років, і існують припущення, що їм 70 000 років. Наскельні гравюри Сіднея також є відомим місцем наскального мистецтва в країні.

### Полінезія
Корінні жителі Полінезії мають виразну мистецьку спадщину. Хоча багато їхніх артефактів були виготовлені з органічних матеріалів і, отже, втрачені в історії, деякі з їхніх найяскравіших досягнень збереглися в глині та камені. Серед них численні фрагменти кераміки із західної Океанії кінця 2-го тисячоліття до нашої ери. Крім того, корінні мешканці Полінезії залишили розкидані навколо своїх островів петрогліфи, кам'яні платформи або Марае, та скульптури фігур предків, найвідомішими з яких є Моаї з острова Пасхи.

## Галерея

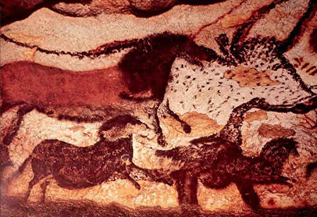
Печера Ласко
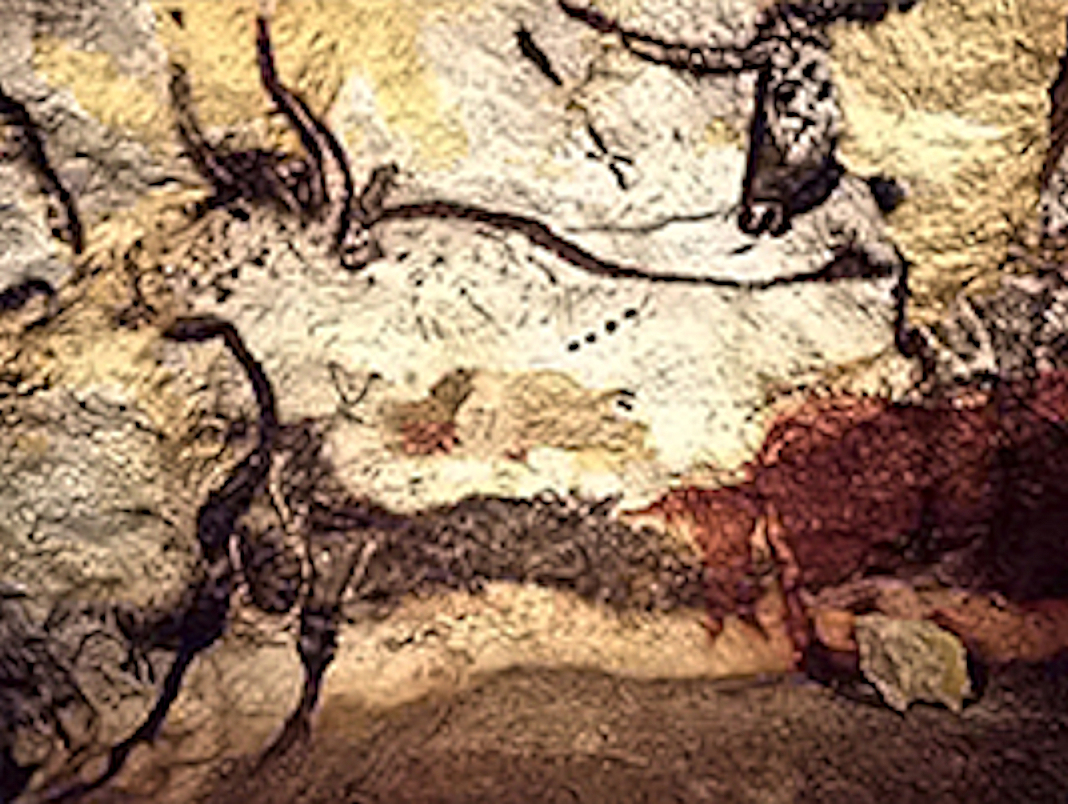
Печера Ласко
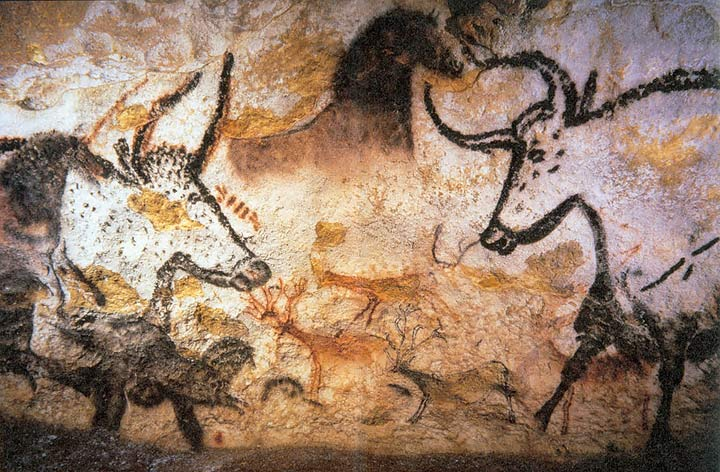
Печера Ласко
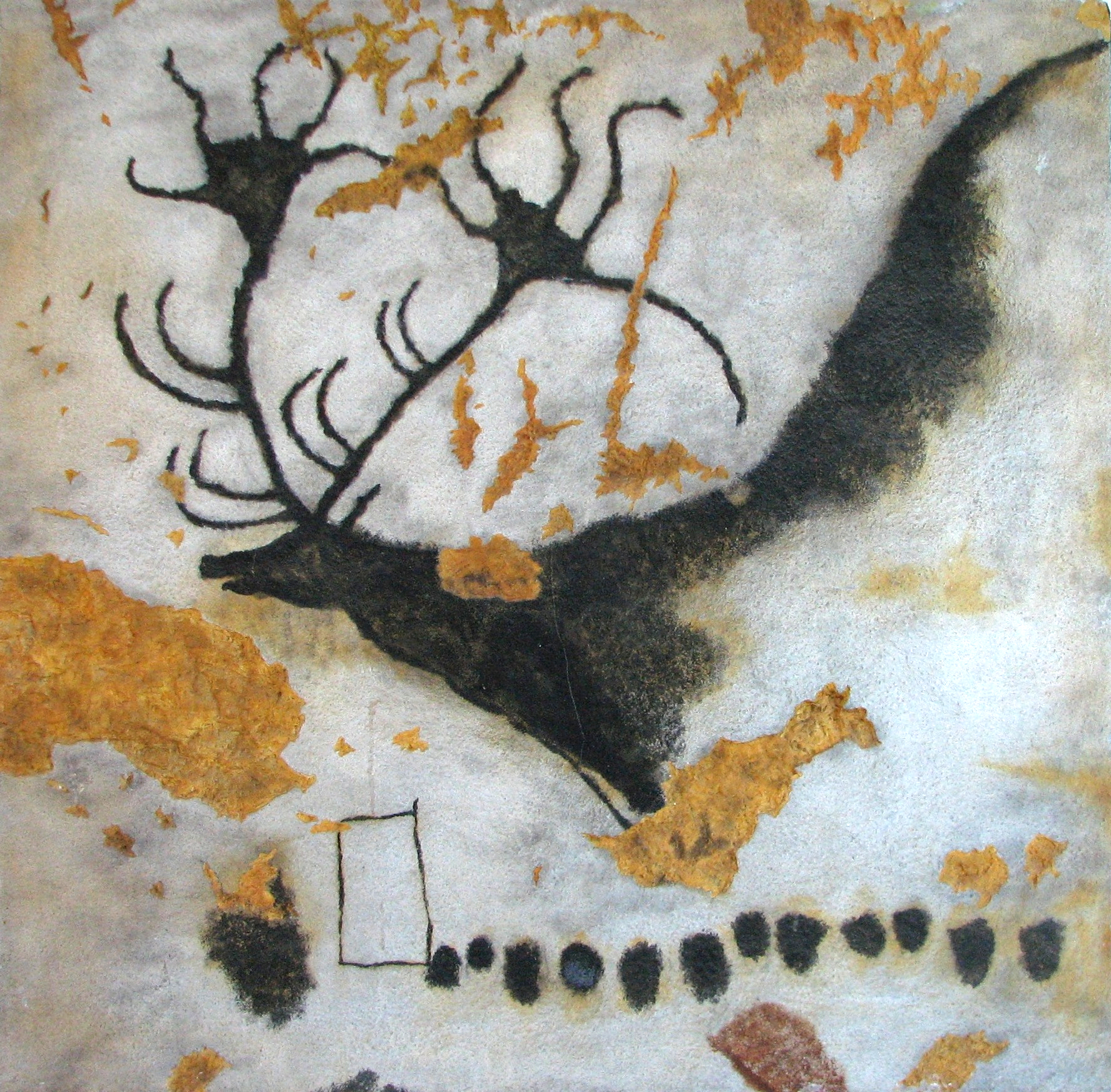
Печера Ласко
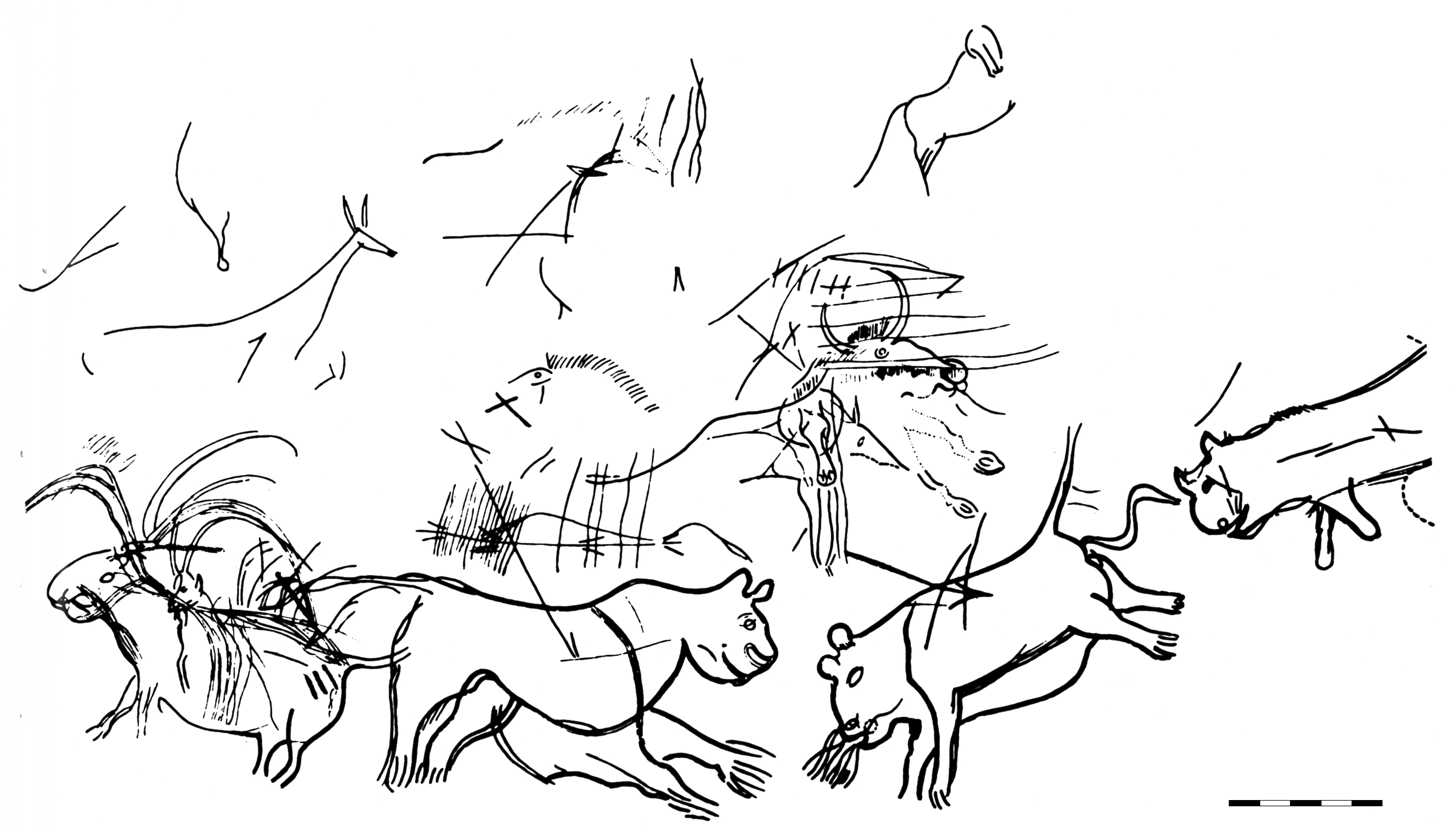
Печера Ласко. Сцена у «котячому лазі»
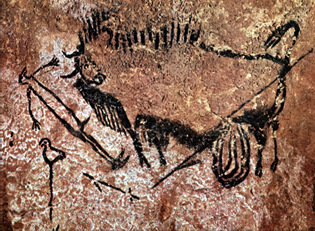
Печера Ласко. Зображення людини і бізона в «шахті»
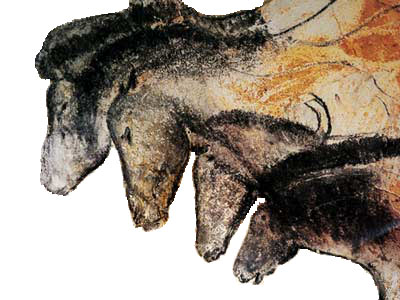
Печера Шове
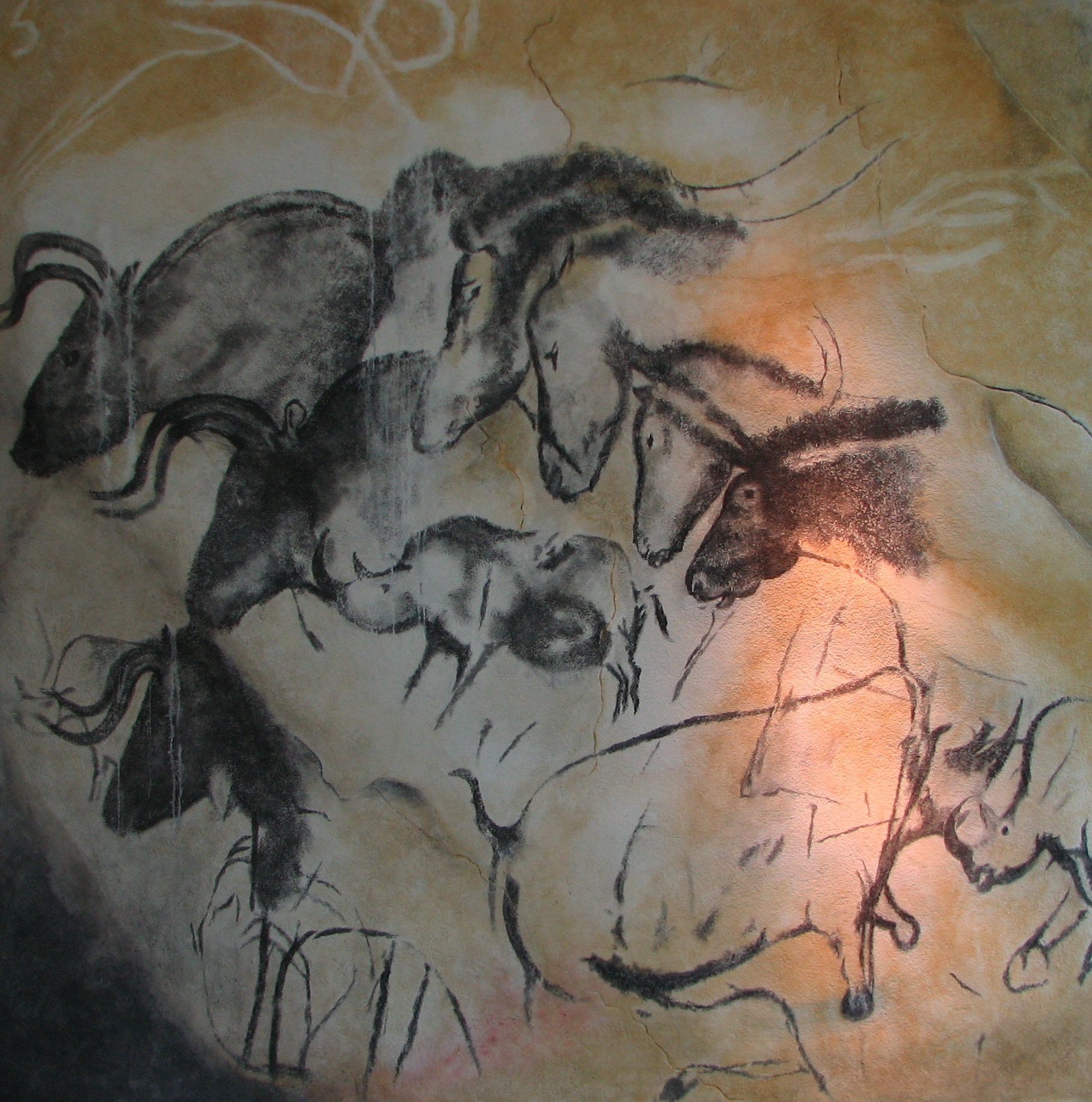
Печера Шове. Тарпани, носороги й тури
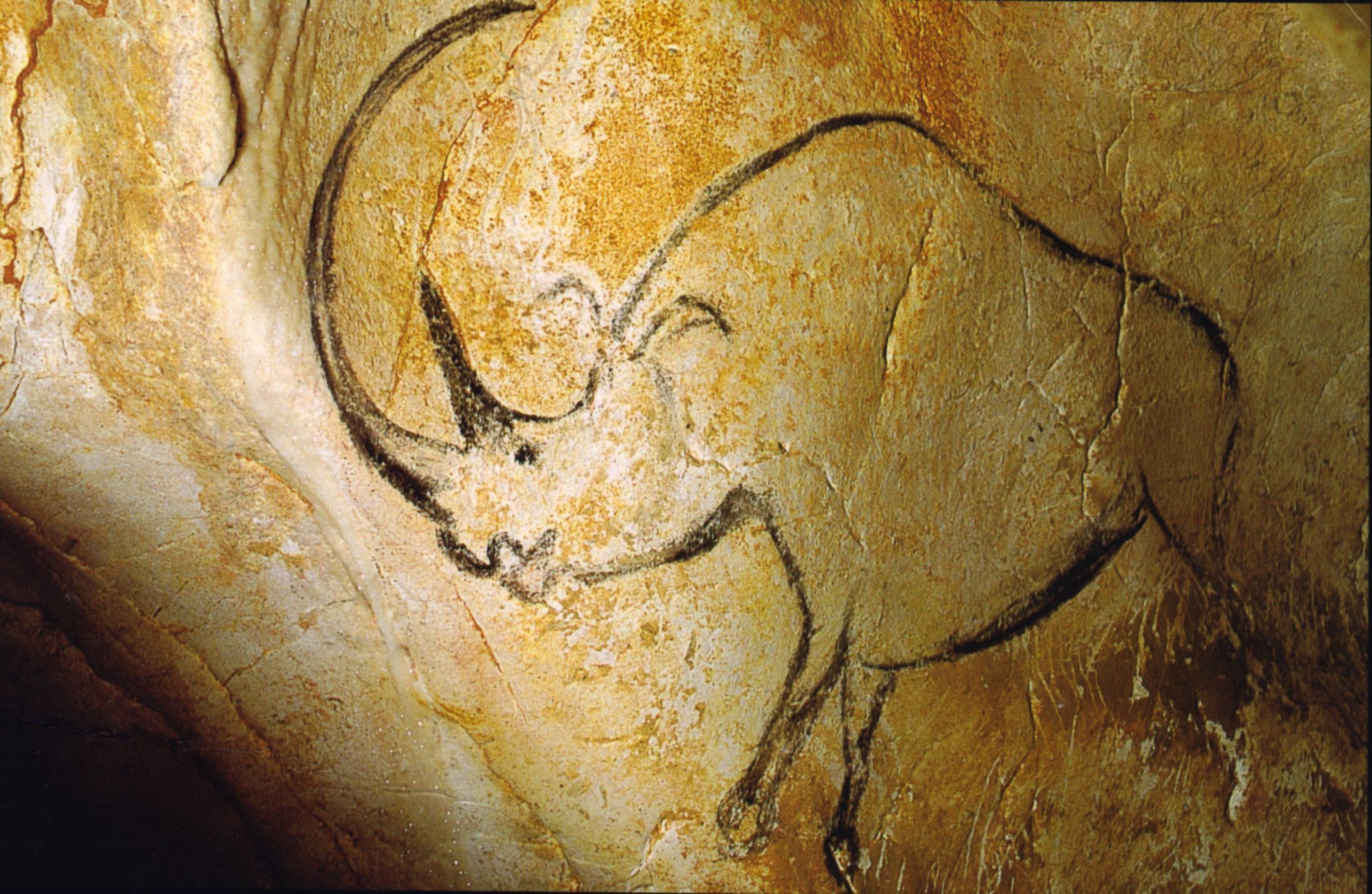
Печера Шове. Носоріг
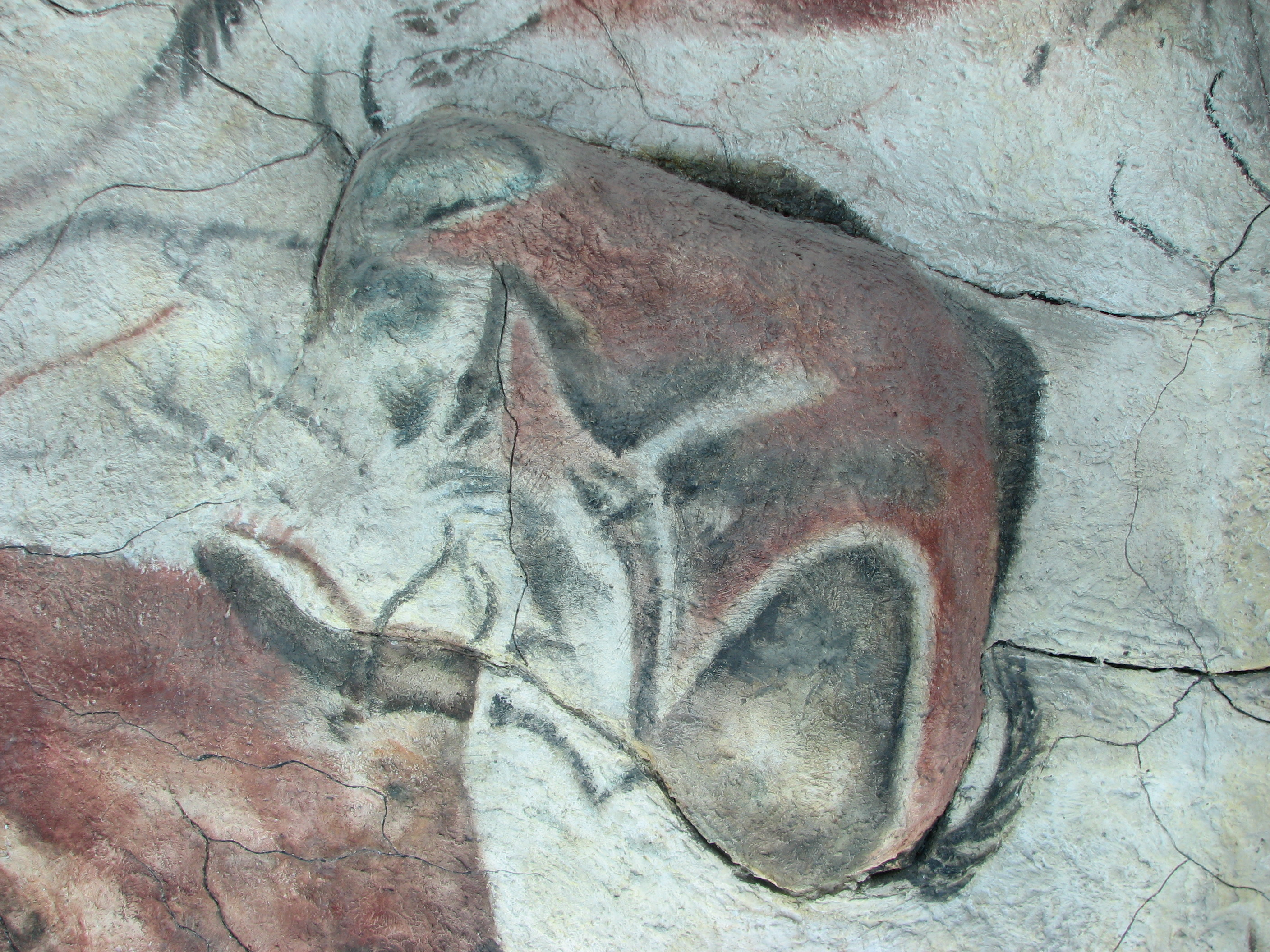
Альтаміра. Бізон
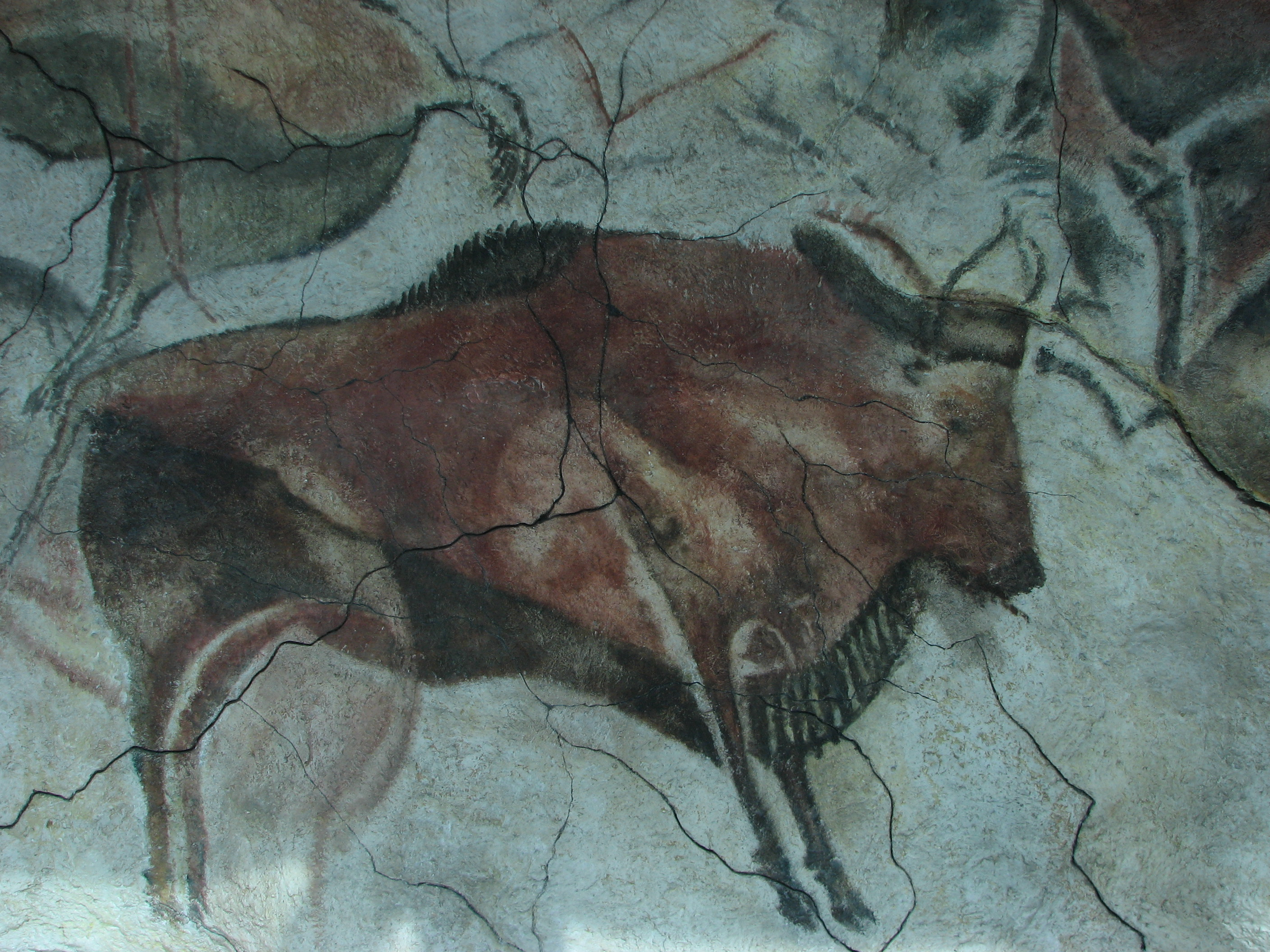
Альтаміра. Бізон
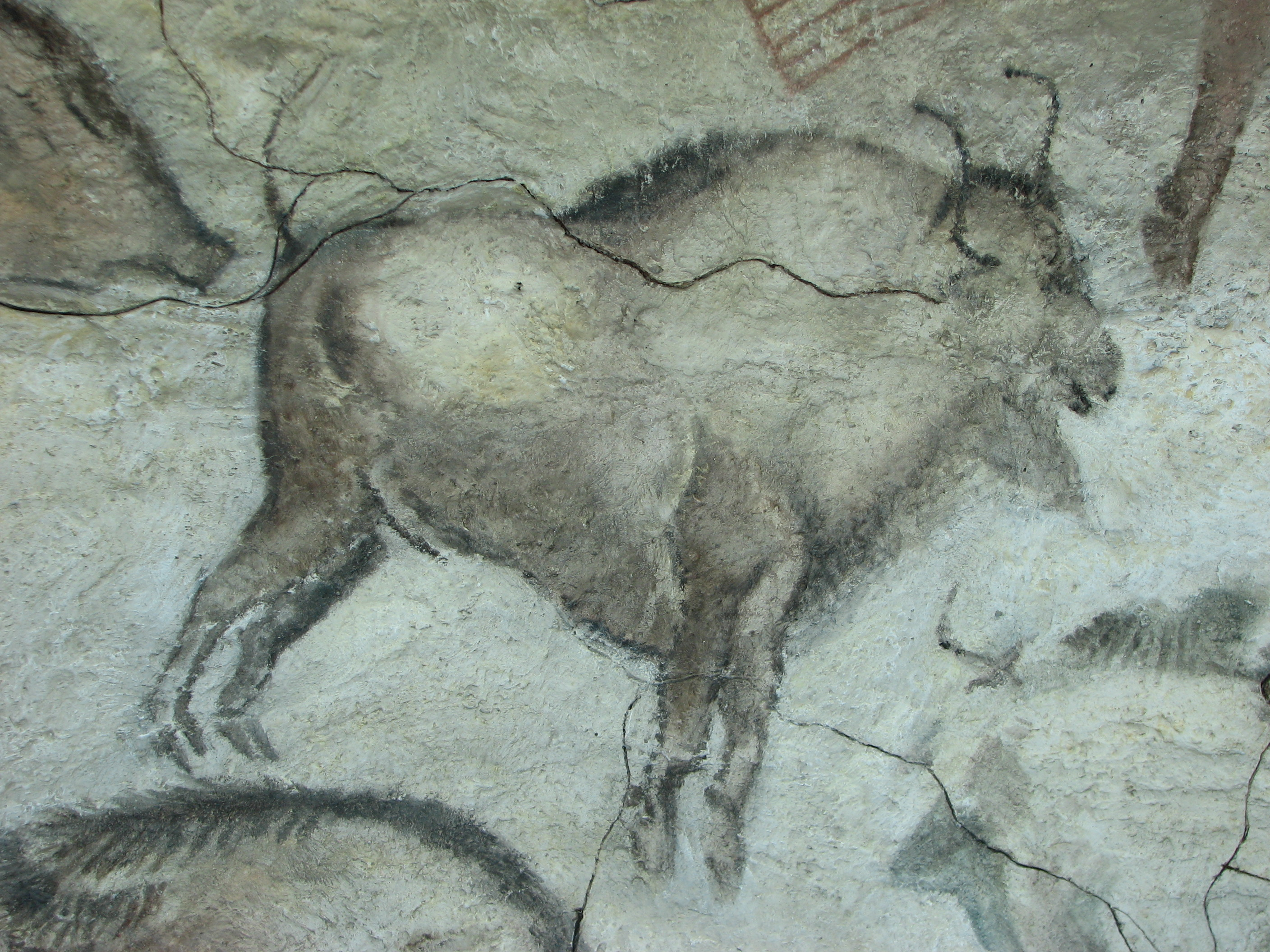
Альтаміра. Бізон
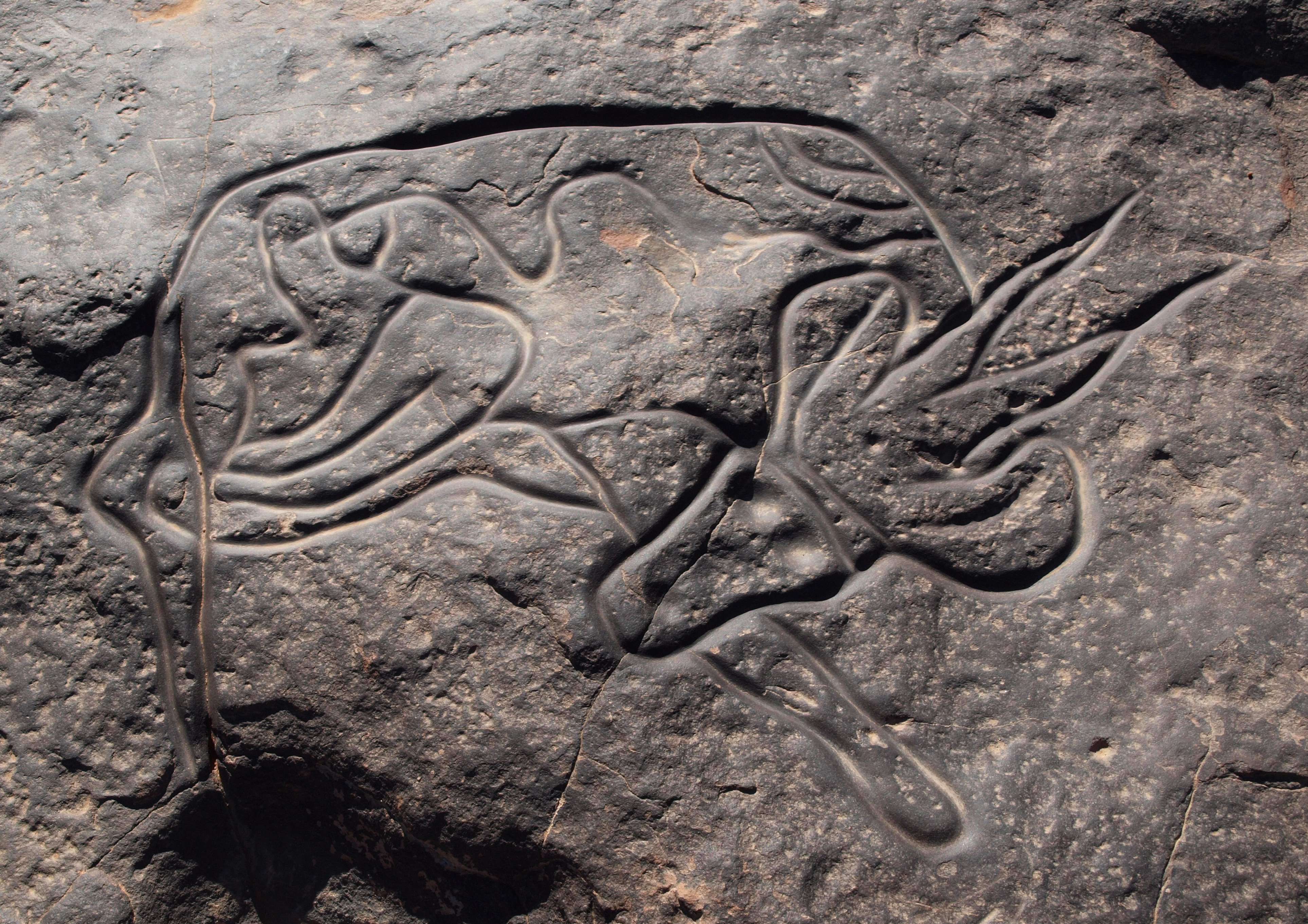
Петрогліф. Антилопа або газель. Алжир

### Цитати
1. ↑  A. T. L., 1967, p. 95.
2. 1 2 3 4  St. Fleur, Nicholas (12 вересня 2018). Oldest Known Drawing by Human Hands Discovered in South African Cave. The New York Times (англ.). Процитовано 15 вересня 2018.
3. ↑  Homo erectus at Trinil on Java used shells for tool production and engraving. Nature (англ.).
4. ↑  Shell 'art' made 300,000 years before humans evolved – New Scientist. New Scientist (англ.).
5. 1 2  Joordens, Josephine C. A.; d'Errico, Francesco; Wesselingh, Frank P.; Munro, Stephen; de Vos, John; Wallinga, Jakob; Ankjærgaard, Christina; Reimann, Tony; Wijbrans, Jan R.; Kuiper, Klaudia F.; Mücher, Herman J. (2015). Homo erectus at Trinil on Java used shells for tool production and engraving. Nature (англ.). 518 (7538): 228—231. Bibcode:2015Natur.518..228J. doi:10.1038/nature13962. ISSN 1476-4687. PMID 25470048. S2CID 4461751.
6. ↑  Wilford, John Noble (13 жовтня 2011). In African Cave, Signs of an Ancient Paint Factory. New York Times (англ.). Процитовано 22 серпня 2022.
7. ↑  The Metropolitan Museum of New York City Introduction to Prehistoric Art Retrieved 12 May 2012
8. ↑  Chase, 2005, pp. 145–146.
9. ↑  Henshilwood, Christopher; Niekerk, Karen Loise van. South Africa's Blombos cave is home to the earliest drawing by a human. The Conversation (англ.). Процитовано 17 лютого 2020.
10. ↑  Discovery of the earliest drawing. ScienceDaily (англ.). Процитовано 17 лютого 2020.
11. ↑  D. L. Hoffmann; C. D. Standish; M. García-Diez; P. B. Pettitt; J. A. Milton; J. Zilhão; J. J. Alcolea-González; P. Cantalejo-Duarte; H. Collado; R. de Balbín; M. Lorblanchet; J. Ramos-Muñoz; G.-Ch. Weniger; A. W. G. Pike (2018). U-Th dating of carbonate crusts reveals Neandertal origin of Iberian cave art. Science (англ.). 359 (6378): 912—915. Bibcode:2018Sci...359..912H. doi:10.1126/science.aap7778. PMID 29472483.
12. ↑  Marris, Emma (22 лютого 2018). Neanderthal artists made oldest-known cave paintings. Nature (англ.). doi:10.1038/d41586-018-02357-8.
13. ↑  Feehly, Conor (6 липня 2021). Beautiful Bone Carving From 51,000 Years Ago Is Changing Our View of Neanderthals. ScienceAlert[en] (англ.). Процитовано 6 липня 2021.
14. ↑  Leder, Dirk та ін. (5 липня 2021). A 51,000-year-old engraved bone reveals Neanderthals' capacity for symbolic behaviour. Nature Ecology & Evolution (англ.). 594 (9): 1273—1282. doi:10.1038/s41559-021-01487-z. PMID 34226702. S2CID 235746596. Процитовано 6 липня 2021.
15. 1 2  Zimmer, Carl (7 листопада 2018). In Cave in Borneo Jungle, Scientists Find Oldest Figurative Painting in the World – A cave drawing in Borneo is at least 40,000 years old, raising intriguing questions about creativity in ancient societies. The New York Times (англ.). Процитовано 8 листопада 2018.
16. 1 2  Aubert, M. та ін. (7 листопада 2018). Palaeolithic cave art in Borneo. Nature (англ.). 564 (7735): 254—257. Bibcode:2018Natur.564..254A. doi:10.1038/s41586-018-0679-9. PMID 30405242. S2CID 53208538.
17. 1 2  Magazine, Smithsonian; Gershon, Livia. Is This 51,000-Year-Old Deer Bone Carving an Early Example of Neanderthal Art?. Smithsonian Magazine (англ.).
18. 1 2  Fox-Skelly, Jasmin. The animals with an eye for art. www.bbc.com (англ.).
19. ↑  Indonesian Cave Paintings As Old As Europe's Ancient Art. NPR.org (англ.). 8 жовтня 2014.
20. ↑  Portal, 2000, p. 25.
21. 1 2  Portal, 2000, p. 26.
22. ↑  Coulson, Campbell, 2001, pp. 150–155.
23. ↑  Thackeray, Thackeray, Beaumont, Vogel, 1981.
24. ↑  Mathpal, Yashodhar (1984). Prehistoric Painting Of Bhimbetka (англ.). Abhinav Publications. с. 220. ISBN 978-81-7017-193-5.
25. ↑  Tiwari, Shiv Kumar (2000). Riddles of Indian Rockshelter Paintings (англ.). Sarup & Sons. с. 189. ISBN 978-81-7625-086-3.
26. ↑  Rock Shelters of Bhimbetka (PDF) (англ.). UNESCO. 2003. с. 16.
27. ↑  Mithen, Steven (2011). After the Ice: A Global Human History, 20,000 – 5000 BC (англ.). Orion. с. 524. ISBN 978-1-78022-259-2.
28. ↑  Javid, Ali; Jāvīd, ʻAlī; Javeed, Tabassum (2008). World Heritage Monuments and Related Edifices in India (англ.). Algora Publishing. с. 19. ISBN 978-0-87586-484-6.
29. ↑  Azerbaijan, Azerbaijan (2005). Azerbaijan (англ.). Cavendish Square Publishing. с. 18. ISBN 978-0-7614-2011-8.
30. ↑  Azerbaijan: Mosques, Turrets, Palaces (англ.). Corvina Kiadó. 1979. с. 8. ISBN 978-963-13-0321-6.
31. ↑  A Historical Atlas of Azerbaijan (англ.). Rosen Pub Group. 2004. с. 11. ISBN 978-0-8239-4497-2.
32. ↑  The Rock Engravings of Gobustan. donsmaps.com (англ.). Процитовано 7 лютого 2019.
33. ↑  Portal, 2000, p. 27.
34. ↑  Portal, 2000, p. 29.
35. ↑  Portal, 2000, p. 33.
36. ↑  Portal, 2000, pp. 34–35.
37. ↑  Portal, 2000, p. 38.
38. ↑  Portal, 2000, p. 39.
39. ↑  Portal, 2000, p. 40.
40. ↑  Portal, 2000, p. 41.
41. ↑  Sagona, Claudia (25 серпня 2015). The Archaeology of Malta (англ.). Cambridge University Press. с. 47. ISBN 978-1-107-00669-0. Процитовано 25 листопада 2016.
42. ↑  Curry, Andrew (November 2008). Gobekli Tepe: The World's First Temple?. Smithsonian (англ.). Процитовано 2 серпня 2013.
43. ↑  Sandars, 1968, pp. 75-98.
44. ↑  Rock Drawings in Valcamonica (PDF) (англ.).
45. ↑  Sandars, 1968, pp. 87–96.
46. ↑  «11,000 year old pendant is earliest known Mesolithic art in Britain», University of York
47. ↑  Geggel, Laura (25 квітня 2018). This Eerie, Human-Like Figure Is Twice As Old As Egypt's Pyramids. Live Science[en] (англ.). Процитовано 28 квітня 2018.
48. ↑  Borić, Dušan; Hanks, Bryan; Šljivar, Duško; Kočić, Miroslav; Bulatović, Jelena; Griffiths, Seren; Doonan, Roger; Jacanović, Dragan (June 2018). Enclosing the Neolithic World: A Vinča Culture Enclosed and Fortified Settlement in the Balkans. Current Anthropology (англ.). 59 (3): 336—345. doi:10.1086/697534. S2CID 150068332.
49. ↑  Coulson, Campbell, 2001, p. 86.
50. ↑  Coulson, Campbell, 2001, pp. 80–82.
51. ↑  Unesco World Heritage announcement on Twyfelfontein (англ.). Процитовано 13 листопада 2008.
52. ↑  Mire, Sada (2008). The Discovery of Dhambalin Rock Art Site, Somaliland. African Archaeological Review (англ.). 25 (3–4): 153—168. doi:10.1007/s10437-008-9032-2. S2CID 162960112. Архів оригіналу за 27 червня 2013. Процитовано 22 червня 2013.
53. ↑  Alberge, Dalya (17 вересня 2010). UK archaeologist finds cave paintings at 100 new African sites. The Guardian (англ.). Процитовано 25 червня 2013.
54. ↑  Coulson, Campbell, 2001, p. 147.
55. 1 2 3 4 5 6 7  Soukopova, 2012, CH.4.
56. ↑  Barbaza, Michel (20 жовтня 2018). Cultures of peace and the art of war in Saharan rock art (PDF). Quaternary International (англ.). 491: 125—135. Bibcode:2018QuInt.491..125B. doi:10.1016/j.quaint.2016.09.062. S2CID 134359423.
57. ↑  Soukopova, 2012, CH.3.
58. ↑  Coulson, Campbell, 2001, pp. 156–160.
59. ↑  Coulson, Campbell, 2001, pp. 160–162, 205.
60. ↑  «Ice Age Art from Florida.» [Архівовано 26 лютого 2014 у Wayback Machine.] Past Horizons. 23 June 2011 (retrieved 23 June 2011)
61. ↑  Bement, Leland C. Bison hunting at Cooper site: where lightning bolts drew thundering herds. Norman: University of Oklahoma Press, 1999: 37, 43, 176. ISBN 978-0-8061-3053-8.
62. ↑  Friedman, Florence Dunn (September 1998). Ancient Egyptian faience (англ.). Архів оригіналу за 20 жовтня 2004. Процитовано 22 грудня 2008.
63. ↑  Wilford, John Noble. Scientist at Work: Anna C. Roosevelt; Sharp and To the Point In Amazonia. New York Times. 23 April 1996
64. ↑  «Dating a Paleoindian Site in the Amazon in Comparison with Clovis Culture.» Science. March 1997: Vol. 275, no. 5308, pp. 194801952. (retrieved 1 November 2009)
65. ↑  Stone-Miller, 1995, p. 17.
66. ↑  Lavallée, 1995, p. 88.
67. ↑  Lavallée, 1995, p. 94.
68. ↑  Lavallée, 1995, p. 115.
69. ↑  Lavallée, 1995, p. 186.
70. ↑  Bruhns, 1994, p. 80.
71. ↑  Stone-Miller, 1995, pp. 19–20.
72. ↑  Stone-Miller, 1995, p. 21.
73. ↑  Stone-Miller, 1995, p. 27.
74. ↑  Stone-Miller, 1995, p. 22.
75. ↑  Stone-Miller, 1995, pp. 28–29.
76. ↑  Stone-Miller, 1995, p. 40.
77. ↑  Stone-Miller, 1995, p. 44.
78. ↑  Stone-Miller, 1995, p. 46.
79. ↑  Stone-Miller, 1995, p. 49.
80. ↑  Stone-Miller, 1995, p. 50.
81. ↑  Stone-Miller, 1995, p. 58.
82. ↑  Stone-Miller, 1995, p. 67.
83. ↑  Stone-Miller, 1995, pp. 74–75.
84. ↑  Stone-Miller, 1995, pp. 78–82.
85. ↑  Stone-Miller, 1995, pp. 83.
86. ↑  Stone-Miller, 1995, p. 88.
87. ↑  Stone-Miller, 1995, p. 86.
88. ↑  Stone-Miller, 1995, p. 92.
89. ↑  Stone-Miller, 1995, pp. 121–123.
90. ↑  Stone-Miller, 1995, p. 119.
91. ↑  Stone-Miller, 1995, pp. 131–134.
92. ↑  Stone-Miller, 1995, p. 136.
93. ↑  Stone-Miller, 1995, pp. 138–139.
94. ↑  Stone-Miller, 1995, pp. 146–148.
95. ↑  Stone-Miller, 1995, pp. 149–150.
96. 1 2  Stone-Miller, 1995, p. 151.
97. ↑  Stone-Miller, 1995, p. 153.
98. ↑  Stone-Miller, 1995, p. 154.
99. ↑  Stone-Miller, 1995, p. 156.
100. ↑  Stone-Miller, 1995, pp. 156–158.
101. ↑  Stone-Miller, 1995, p. 160.
102. ↑  Stone-Miller, 1995, pp. 175–177.
103. 1 2  Stone-Miller, 1995, p. 179.
104. ↑  Stone-Miller, 1995, p. 180.
105. ↑  Stone-Miller, 1995, p. 181.
106. ↑  Stone-Miller, 1995, p. 190.
107. ↑  Stone-Miller, 1995, p. 194.
108. ↑  Stone-Miller, 1995, p. 186.
109. ↑  Stone-Miller, 1995, p. 209.
110. ↑  Stone-Miller, 1995, p. 215.
111. ↑  Stone-Miller, 1995, p. 216.
112. ↑  Stone-Miller, 1995, p. 217.
113. 1 2  Lavallée, 1995, p. 182.
114. 1 2  Bruhns, 1994, pp. 116–117.
115. ↑  Lavallée, 1995, pp. 176–182.
116. 1 2 3  Bruhns, 1994, pp. 117–118.
117. ↑  Bruhns, 1994, p. 119.
118. ↑  Lavallée, 1995, p. 113.
119. ↑  Lavallée, 1995, p. 108.
120. ↑  Lavallée, 1995, p. 112.
121. ↑  Lavallée, 1995, p. 187.
122. ↑  Bradshaw Foundation. The Bradshaw Paintings – Australian Rock Art Archive. Bradshaw Foundation (англ.).
123. ↑  Bowdler, Sandra. Balls Head: the excavation of a Port Jackson rock shelter. Records of the Australian Museum 28(7): 117–128, plates 17–21. [4 October 1971] (PDF). Australian Museum Scientific Publications (англ.). Australian Museum. Архів оригіналу (PDF) за 3 серпня 2016. Процитовано 28 квітня 2012.